# Brünn

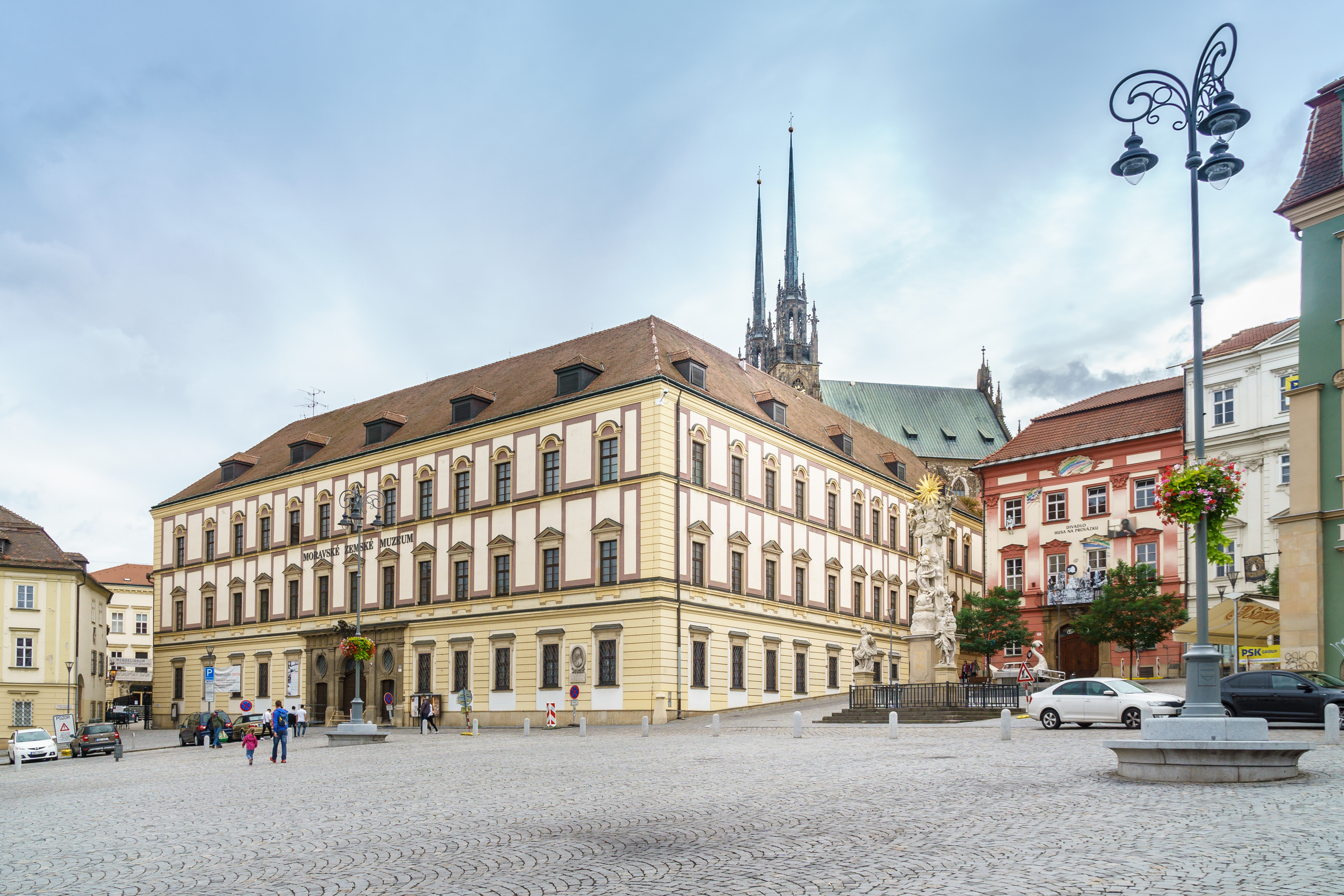
Marktplatz Zelný trh mit dem Palais Dietrichstein und dem Petrov-Hügel

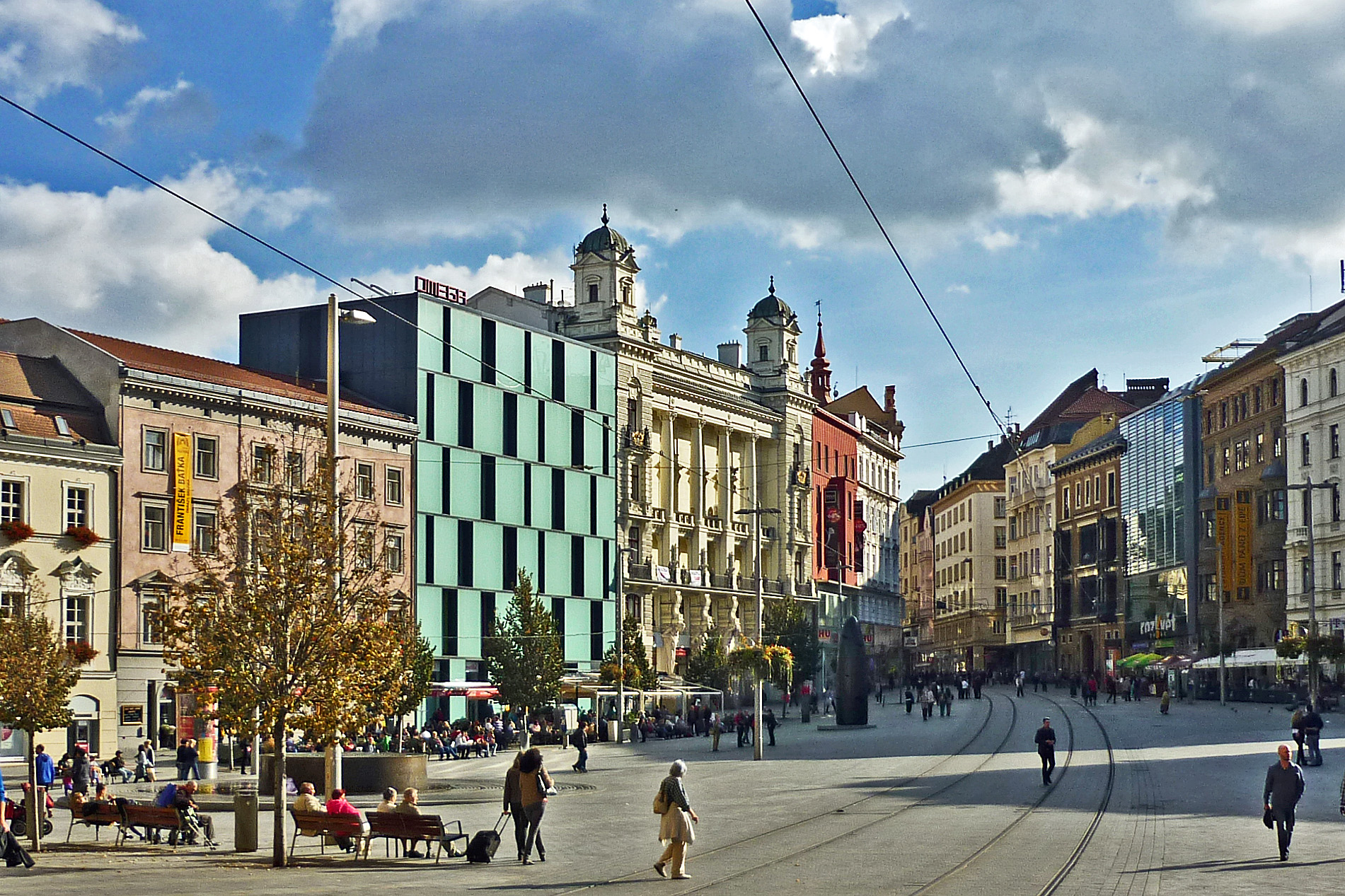
Freiheitsplatz in der Brünner Altstadt

Brünn (tschechisch Brno anhörenⓘ) ist mit über 395.000 Einwohnern nach Prag die zweitgrößte Stadt Tschechiens, in der Agglomeration leben etwa 695.000 Menschen. Die Stadt, seit dem 17. Jahrhundert das historische Zentrum Mährens, ist heute Verwaltungssitz der Südmährischen Region (Jihomoravský kraj). Brünn besitzt mehrere Universitäten, ist ein wichtiger Forschungsstandort und Sitz des Bistums Brünn der römisch-katholischen Kirche Tschechiens. Die Stadt hat weithin eine bedeutende Stellung als starkes Industrie-, Handels-, Kultur- und Verwaltungszentrum.
In Brünn sind alle Organe der höchsten tschechischen Gerichtsbarkeit angesiedelt. Dies sind das Verfassungsgericht der Tschechischen Republik (Ústavní soud), der Oberste Gerichtshof (Nejvyšší soud), also die höchste Instanz der ordentlichen Gerichtsbarkeit, das Oberste Verwaltungsgericht und die Generalstaatsanwaltschaft. Weiter ist die Stadt Sitz des tschechischen Ombudsmanns und der höchsten Wettbewerbsbehörde.
Brünn ist mit 62.000 Studierenden ein bedeutender Bildungsstandort in Tschechien, in der Stadt gibt es 13 Hochschulen.
Zu den wichtigsten Sehenswürdigkeiten der Stadt gehören die Festung Špilberk und die Kathedrale St. Peter und Paul, die gemeinsam die Silhouette des Stadtbilds dominieren. Eine Architekturikone der Moderne ist die Villa Tugendhat, die seit 2001 zum UNESCO-Welterbe gehört. Auch ist Brünn Mitglied des UNESCO Creative Cities Network und wurde 2017 zur „Stadt der Musik“ ernannt.
Auf dem Messegelände Brünn im Stadtteil Pisárky finden alljährlich mehrere für die tschechische Wirtschaft wichtige Messen statt. Die Messetraditon in Brünn begann 1928 mit einer Ausstellung zeitgenössischer Kultur der Tschechoslowakei. Das Automotodrom Brno hat den Masaryk-Ring als Motorsport-Rennstrecke in Brünn abgelöst und ist seither Austragungsort des Großen Preises von Tschechien.

## Geographie

### Lage
Brünn liegt am südöstlichen Rand der Böhmisch-Mährischen Höhe. Durch die Stadt fließen die Flüsse Svratka und die von der Stadt Svitavy kommende Svitava, die an der südlichen Stadtgrenze in die Svratka mündet. An der nordwestlichen Stadtgrenze ist die Svratka zu einem etwa 9,5 km langen und an der breitesten Stelle etwa 600 m breiten Stausee Brněnská přehrada aufgestaut.
Das Stadtgebiet befindet sich in einer Höhe von 190–479 m ü. M. Der höchste Punkt ist der Berg Kopeček (479 m ü. M.) am westlichen Rand des Stadtgebietes.

### Klima
Die Jahresdurchschnittstemperatur beträgt 9,4 °C, der durchschnittliche Jahresniederschlag um 505 mm. Die durchschnittliche jährliche Sonnenscheindauer ist 1771 Stunden und es gibt jährlich 150 Tage mit Niederschlag.
|                       | Jan  | Feb  | Mär  | Apr  | Mai  | Jun  | Jul  | Aug  | Sep  | Okt  | Nov  | Dez  |   |       |
| Mittl. Tagesmax. (°C) | 0,2  | 3,1  | 8,5  | 14,4 | 19,5 | 22,6 | 24,5 | 24,2 | 20,2 | 14,1 | 6,6  | 1,9  | ⌀ | 13,4  |
| Mittl. Tagesmin. (°C) | −5,2 | −3,3 | −0,2 | 3,9  | 8,3  | 11,4 | 12,7 | 12,6 | 9,5  | 5,0  | 0,9  | −3,0 | ⌀ | 4,4   |
|                       |      |      |      |      |      |      |      |      |      |      |      |      |   |       |
| Niederschlag (mm)     | 24,6 | 23,8 | 24,4 | 31,5 | 61,0 | 72,2 | 63,7 | 56,3 | 37,6 | 30,7 | 37,4 | 27,1 | Σ | 490,3 |
|                       |      |      |      |      |      |      |      |      |      |      |      |      |   |       |
| Sonnenstunden (h/d)   | 1,5  | 2,5  | 3,9  | 5,6  | 7,1  | 7,4  | 7,6  | 7,0  | 5,4  | 4,0  | 1,7  | 1,3  | ⌀ | 4,6   |
|                       |      |      |      |      |      |      |      |      |      |      |      |      |   |       |
| Regentage (d)         | 6,0  | 5,4  | 5,3  | 5,4  | 8,3  | 9,1  | 9,0  | 7,3  | 5,5  | 5,1  | 7,0  | 6,3  | Σ | 79,7  |
|                       |      |      |      |      |      |      |      |      |      |      |      |      |   |       |
| Luftfeuchtigkeit (%)  | 84   | 81   | 73   | 65   | 67   | 69   | 67   | 68   | 73   | 78   | 84   | 85   | ⌀ | 74,5  |

| −5,2 |

| −3,3 |

| −0,2 |

| 3,9 |

| 8,3 |

| 11,4 |

| 12,7 |

| 12,6 |

| 9,5 |

| 5,0 |

| 0,9 |

| −3,0 |

| −5,2 |

| −3,3 |

| −0,2 |

| 3,9 |

| 8,3 |

| 11,4 |

| 12,7 |

| 12,6 |

| 9,5 |

| 5,0 |

| 0,9 |

| −3,0 |

## Geschichte

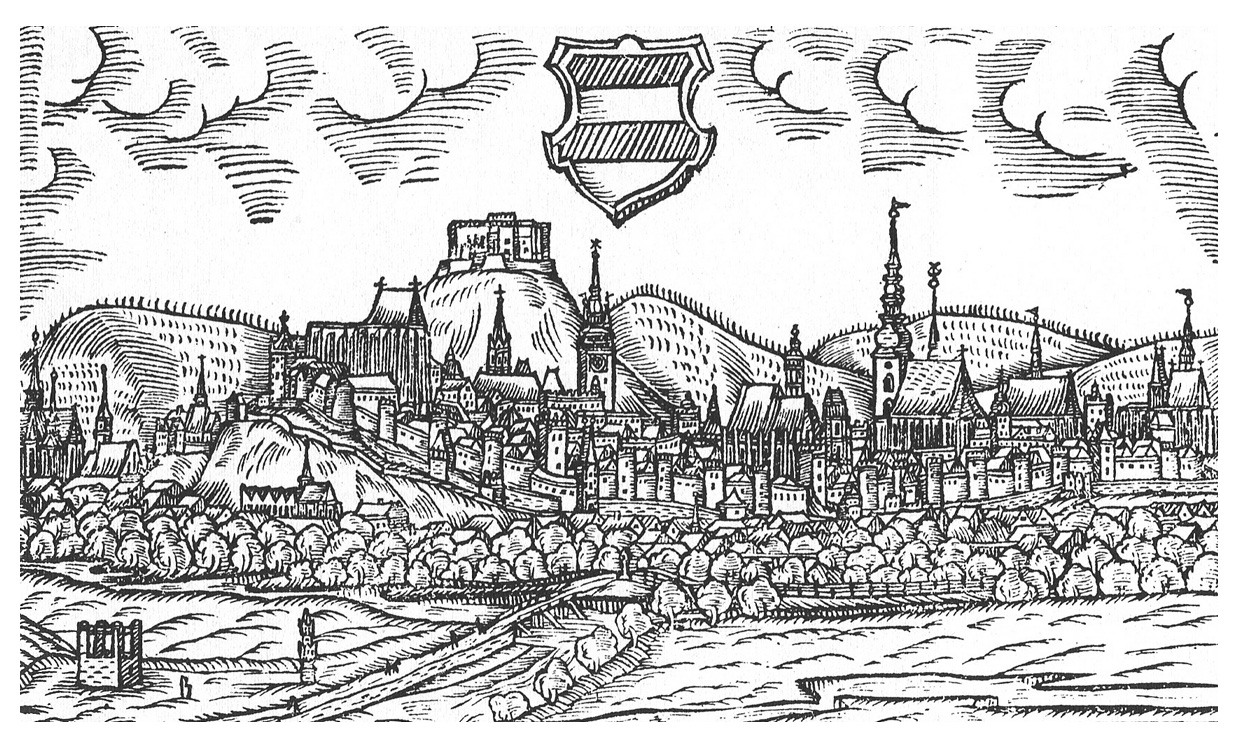
Stadtansicht 1593

Auf dem heutigen Stadtgebiet befand sich wahrscheinlich die im Werk des Ptolemaios erwähnte frühgeschichtliche Siedlung Eburodunum.
Zwischen 1021 und 1034 wurde die Burg Brünn erbaut und gab später der anliegenden Siedlung den Namen. 1091 fand zum ersten Mal die Siedlung Brünn Erwähnung. Die Stadt wurde 1243 von Wenzel I. als Königsstadt (Böhmen) gegründet. 1277 ist zum ersten Mal die Festung Spielberg (Špilberk), damals als Burg, erwähnt. Ab 1349 war Brünn Sitz der Markgrafen von Mähren. Im Jahre 1641 löste Brünn Olmütz als Hauptstadt von Mähren ab.

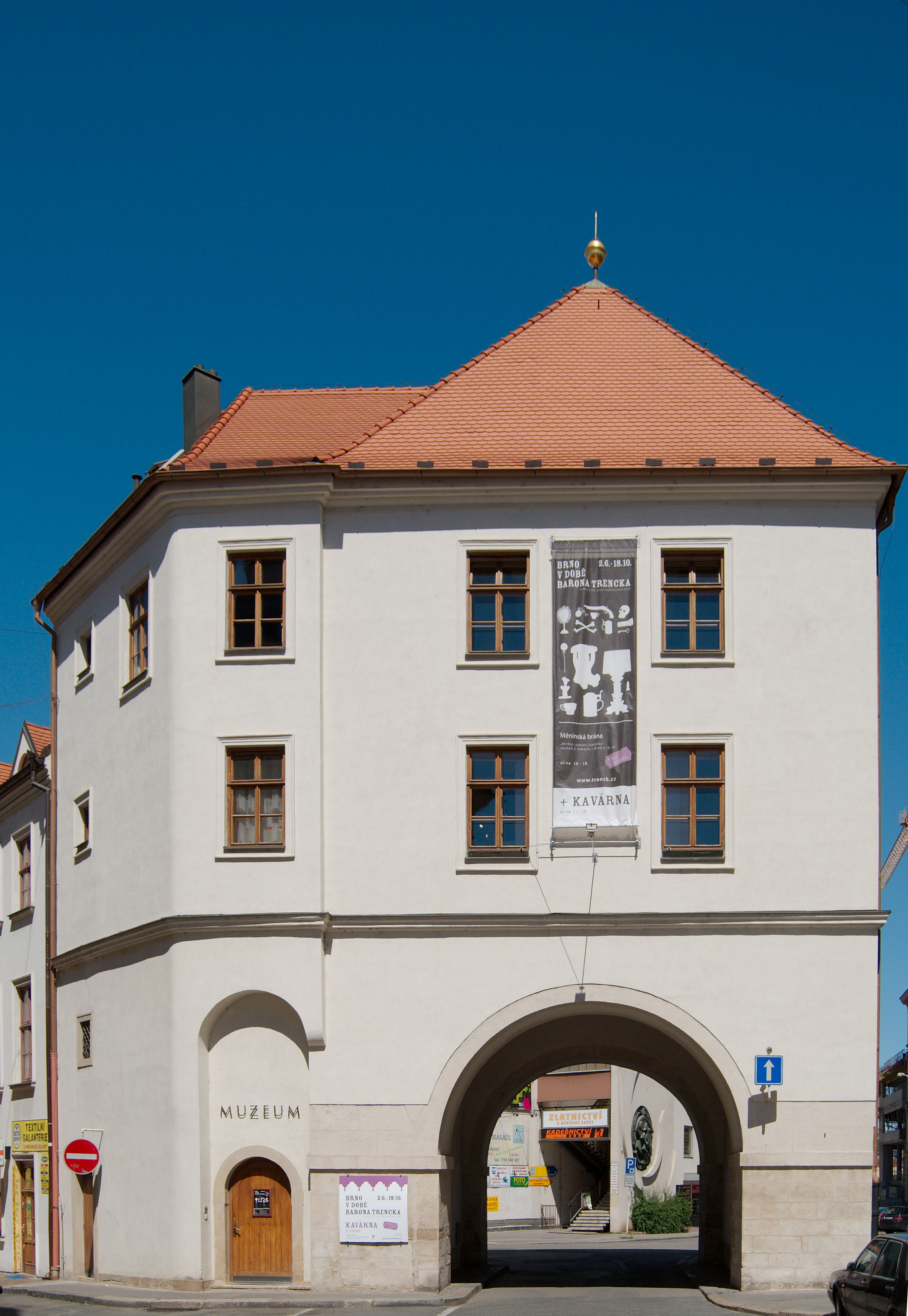
Das Měnín-Tor, einziges erhaltenes Stadttor

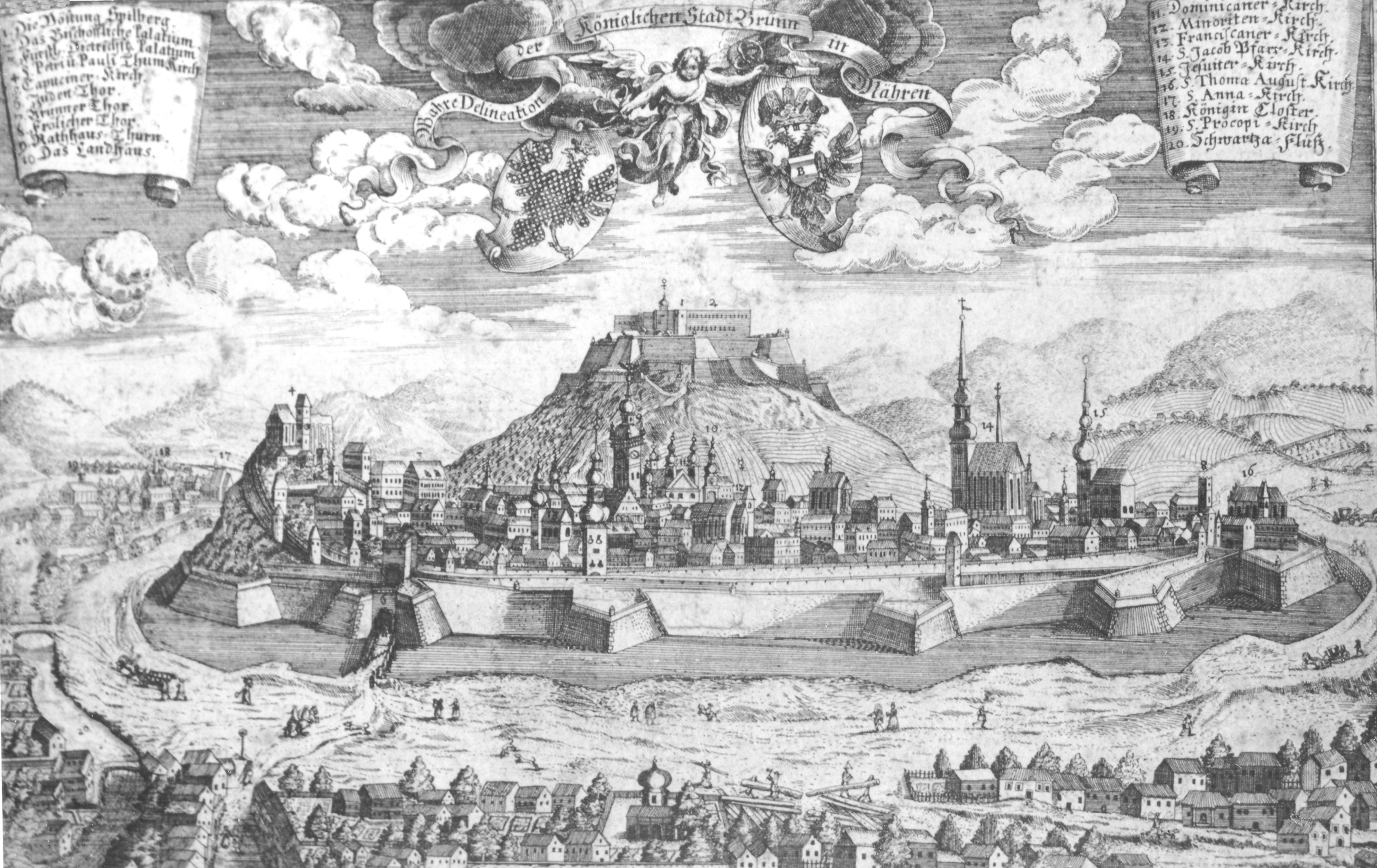
Stadtansicht um 1700

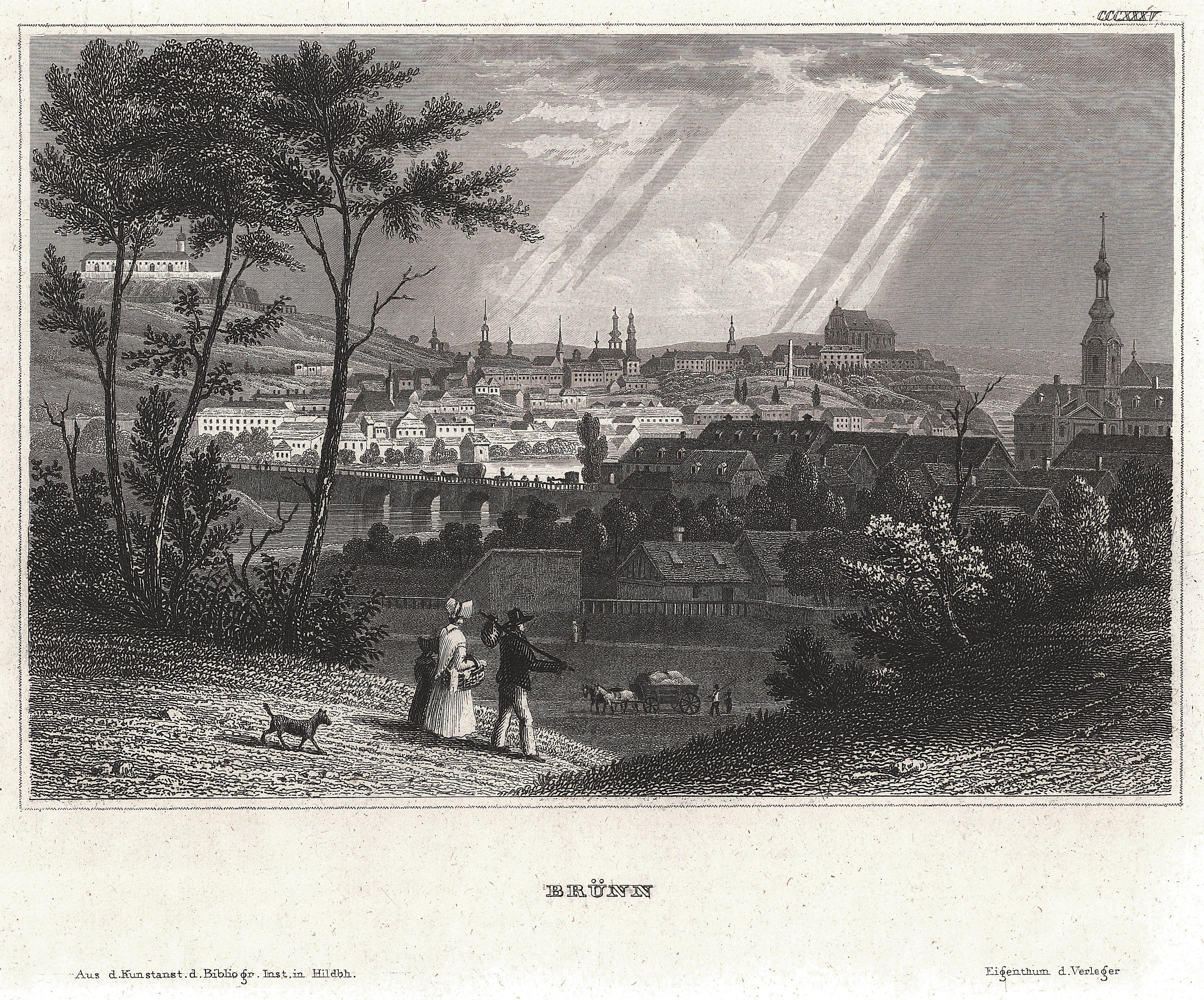
Blick auf Brünn um 1840

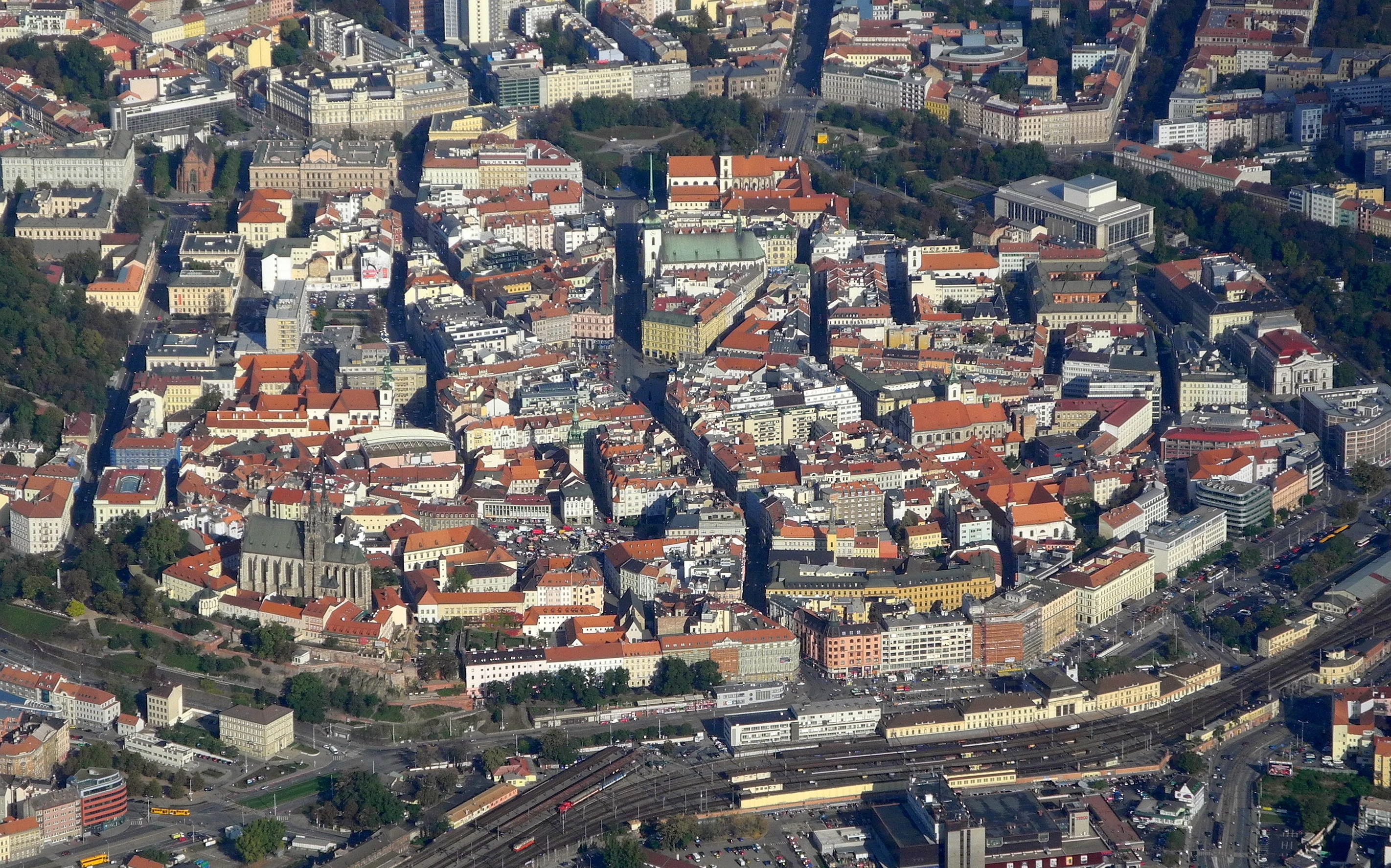
Historisches Zentrum (Luftbild)

Im Dreißigjährigen Krieg wurde Brünn 1643 und nochmals zwischen dem 4. Mai und 23. August 1645 erfolglos durch den schwedischen General Lennart Torstensson belagert. Etwa hundert Jahre später, am 29. März 1742, führte der Erste Schlesische Krieg preußische Truppen vor die Stadt.

### 19. Jahrhundert
1805 fand nahe der Stadt die Schlacht bei Austerlitz zwischen der österreichischen und russischen Armee einerseits und der Armee des französischen Kaisers Napoleon I. andererseits statt. Napoleon Bonaparte besuchte in diesem Jahr Brünn zweimal: Vom 20. November 1805 blieb er bis in die Nacht auf den 29. November, nach seinem Sieg nochmals vom 7. bis 12. Dezember. Im September 1809 kam er noch einmal in die Stadt, wo ihn seine Armee bereits seit dem 13. Juli erwartete. In dem 1786–1787 von Kaiser Joseph II. neu gegründeten französischen Park Lužánky (deutsch: Augarten) veranstalteten Napoleons Soldaten und die Brünner Honoratioren für den französischen Gast eine verspätete Geburtstagsfeier (Napoleon war am 15. August 1809 40 Jahre alt geworden). Auf Napoleons Anordnung verloren die Brünner Stadtbefestigungen ihre Funktion als Festungen, blieben aber als Bauwerke noch erhalten.
Am 7. Juli 1839 wurde die Eisenbahnverbindung nach Wien eröffnet, ein Abschnitt der ersten Fernbahn im Kaisertum Österreich. Kurz nach der Errichtung der Wiener Ringstraße als Vorbild wurden die längst nutzlos gewordenen Befestigungsanlagen abgerissen, anstelle der „Schanzen“ entstand ab 1860/61 nach Plänen von Ludwig Förster ebenfalls eine Ringstraße. Zum Teil blieben die Grünanlagen, zum Teil wurde sie von repräsentativen Gebäuden wie dem Hauptbahnhof oder dem heutigen Mahen-Theater (von Fellner und Helmer) eingefasst.

### 20. Jahrhundert
In Brünn lebte um 1900 eine überwiegend deutschsprachige Bevölkerung (63 %), während die Vororte außerhalb des Stadtkerns, die bis 1918 nicht zum Brünner Stadtgebiet zählten, überwiegend tschechischsprachig waren. Das Leben in Brünn war daher zweisprachig, und „Brünnerisch“ kann als Vermischung der beiden Sprachen verstanden werden.
Nach dem Ersten Weltkrieg lebten in Brünn knapp 55.000 deutschsprachige Bürger. Zu diesen zählten überwiegend die in der Stadt lebenden etwa 12.000 jüdischen Bürger, unter ihnen mehrere bekannte Persönlichkeiten, die sich wesentlich am Kulturleben der Stadt beteiligten. 1930 bekannten sich etwa 52.000 Bewohner zur deutschen und 200 000 zur tschechischen Nationalität, die jüdischen Bewohner beider Nationalitäten inbegriffen.

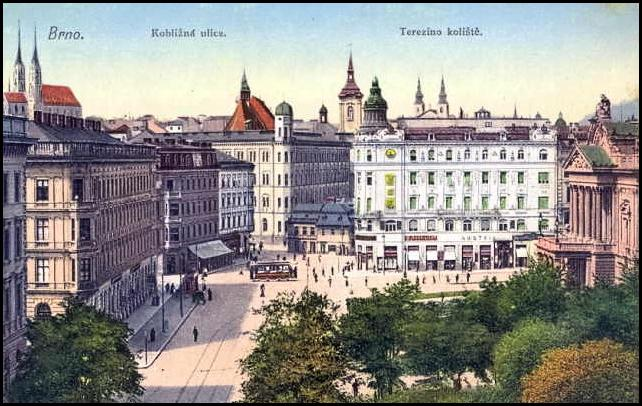
Malinovského náměstí, im Jahre 1907

Nach der Errichtung des Protektorats Böhmen und Mähren im März 1939 und dem Beginn des Zweiten Weltkriegs begann auch in Brünn die systematische Judenverfolgung. Bis zum Kriegsende wurden 9.064 Juden aus Brünn in verschiedene Konzentrations- und Vernichtungslager deportiert, es überlebten nur etwa 700 von ihnen. Seit 2010 werden in Brünn Stolpersteine und Gedenksteine in Erinnerung an die Opfer des Nationalsozialismus verlegt.
Während der deutschen Besetzung bestand in Brünn seit dem 14. April 1939 ein deutsches Landgericht und ab 1940 auch ein Sondergericht.
Nach dem Ende des Zweiten Weltkrieges wurde die deutschsprachige Bevölkerung von Brünn gewaltsam aus der Stadt vertrieben, soweit sie nicht in gemischten Ehen lebte. Ihr Vermögen wurde durch das Beneš-Dekret 108 konfisziert, das Vermögen der evangelischen Kirche durch das Beneš-Dekret 131 liquidiert und die katholischen Stadtkirchen enteignet. Im Brünner Todesmarsch (Beginn am 31. Mai 1945) mussten etwa 27.000 vor allem alte und jugendliche Bürger einen Fußmarsch zur 60 km entfernten österreichischen Grenze antreten. Nach den Schilderungen von Beteiligten kamen dabei ca. 5.200 Personen ums Leben, „amtlich“ belegt sind 2.000 Todesfälle. 2015 bedauerte die Brünner Stadtverwaltung die damalige Vertreibung und lud Vertreter von Vertriebenenvereinen zu gemeinsamem Gedenken ein.

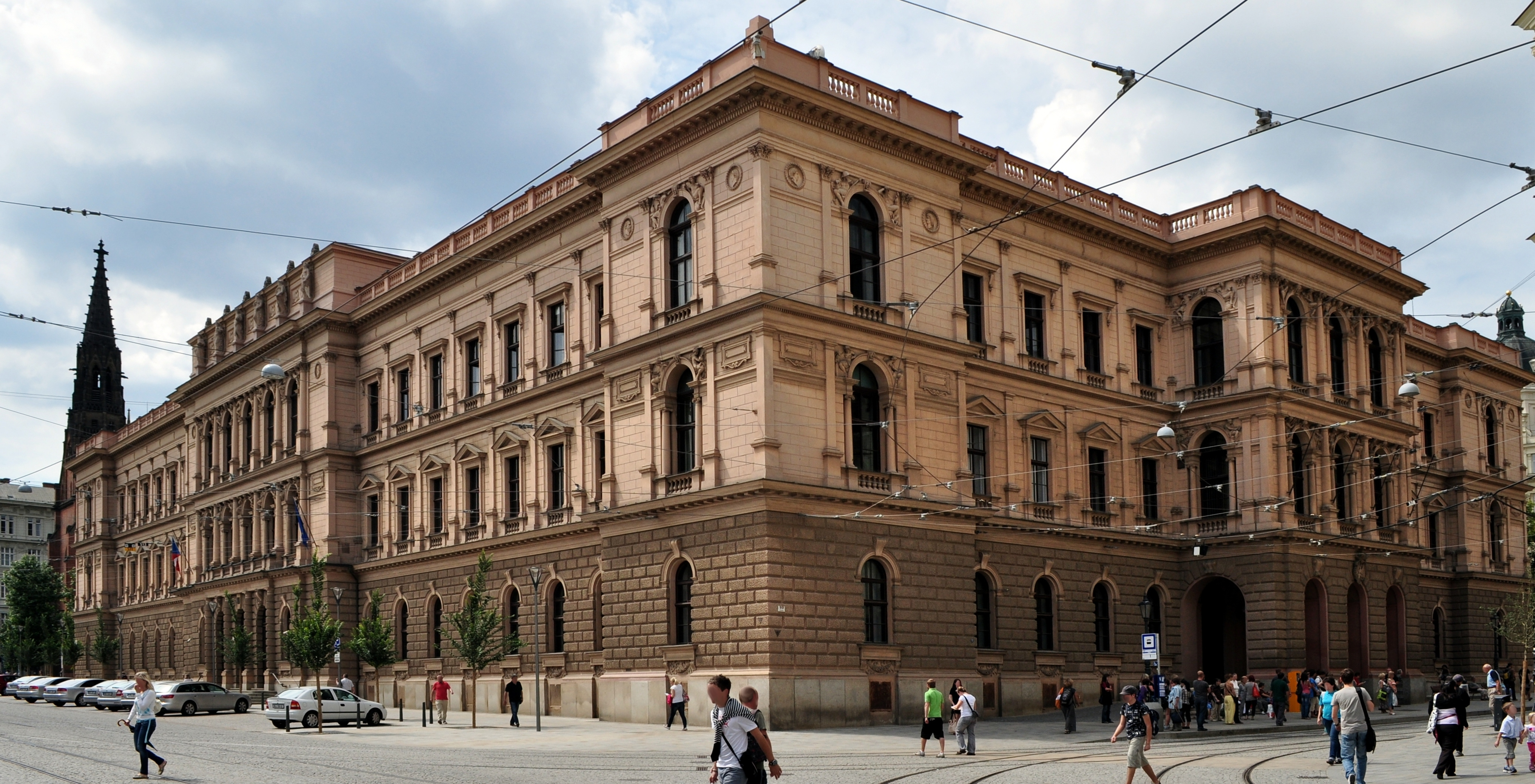
Das Verfassungsgericht der Tschechischen Republik hat seinen Sitz in Brünn

1949 wurde das Land Mähren als Verwaltungseinheit aufgelöst und Brünn wurde von der Landeshauptstadt zu einer von mehreren Regionalhauptstädten in Mähren. In der Zeit des tschechoslowakischen Sozialismus behauptete Brünn seine Stellung als eine der führenden Industriestädte des Landes. Für die stetig wachsende Bevölkerung wurden Plattenbausiedlungen am Stadtrand gebaut.
Vom 9. bis 16. Juli 1973 wurden in Brünn die V. Internationalen Feuerwehrwettkämpfe des CTIF (kurz: Feuerwehrolympiade) veranstaltet. Im Programm waren traditionelle internationale Feuerwehrwettbewerbe und erstmals internationale Feuerwehrsportwettkämpfe.
1993 wurde ein Asteroid nach Brünn benannt: (2889) Brno. Im Jahr 1998 wurde in Brünn die erste Moschee Tschechiens (ohne Minarett und ohne Kuppeldach) erbaut.

### Demographie
Mit 381.346 Einwohnern (Stand Januar 2020) ist Brünn die zweitgrößte Stadt Tschechiens.
| Jahr | Einwohner | Anmerkungen                                                                                |
| ---- | --------- | ------------------------------------------------------------------------------------------ |
| 1770 | 014.972   | mit den Vorstädten                                                                         |
| 1786 | 010.460   | ohne die Vorstädte, in 554 Wohngebäuden, 2.606 christliche und 30 jüdische Familien        |
| 1791 | 09.807    | ohne die Vorstädte, in 717 Häusern                                                         |
| 1804 | 017.043   | ohne die Vorstädte                                                                         |
| 1835 | 035.948   | [ 17 ]                                                                                     |
| 1852 | 049.000   | [ 18 ]                                                                                     |
| 1857 | 058.809   | [ 19 ]                                                                                     |
| 1869 | 073.771   | ohne die Garnison (ca. 5.000 Mann), in 2.286 Häusern                                       |
| 1900 | 109.346   | am Jahresende mit der Garnison (4.548 Mann), darunter 68.702 Deutsche und 38.365 Tschechen |
| 1909 | 122.700   | [ 21 ]                                                                                     |

| Jahr      | 2000    | 2002    | 2004    | 2005    | 2006    | 2008    | 2014    | 2020    |
| --------- | ------- | ------- | ------- | ------- | ------- | ------- | ------- | ------- |
| Einwohner | 381.862 | 370.505 | 367.729 | 366.757 | 366.680 | 370.592 | 377.440 | 381.346 |

## Sprache
Neben dem Tschechischen mährischer Ausprägung wurde in Brünn bis ins 20. Jahrhundert die Stadtsprache Hantec verwendet, ein tschechischer Dialekt mit einem großen Anteil deutscher Lehnwörter, der sich ursprünglich als Argot entwickelte und Gemeinsamkeiten mit dem Wienerischen aufweist. Der Hantec geriet bis zur Jahrtausendwende immer mehr in Vergessenheit, tritt seither aber wiederum in der lokalen Kultur und im täglichen Umgang häufiger in Erscheinung.
Vor 1945 war Deutsch die Sprache größerer Teile des gehobenen Bürgertums und vieler Brünner Juden. Mit der Verfolgung der Juden durch die Nationalsozialisten und der Flucht und Vertreibung der Deutschen nach dem Zweiten Weltkrieg ist die deutsche Sprache bei der Bevölkerung nahezu vollständig verschwunden.

## Politik und Verwaltung

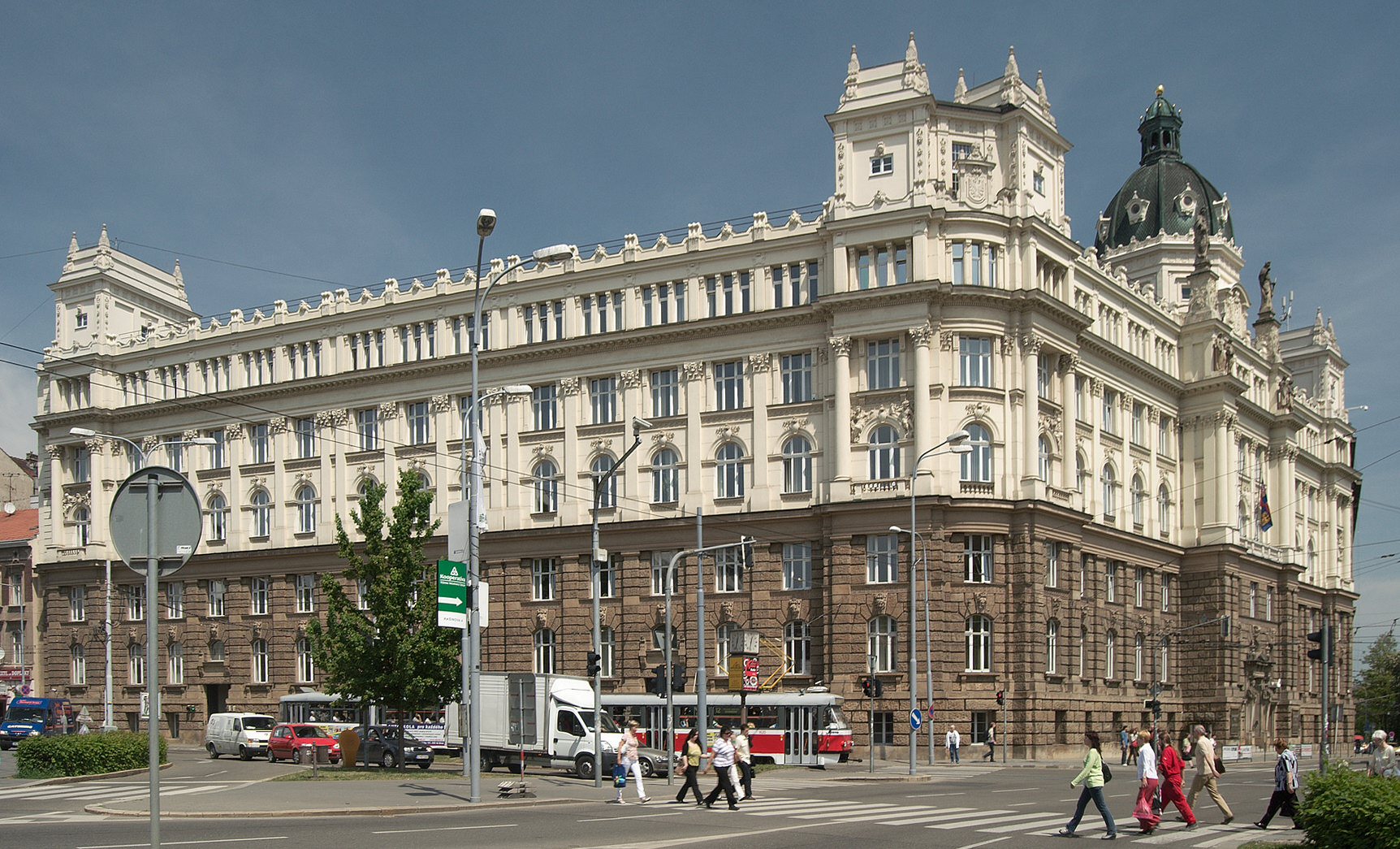
Kreisamt der Region Südmähren

Brünn ist eine Statutarstadt. Das Stadtgebiet ist identisch mit dem Bezirk Brno-Stadt. Brünn ist außerdem der Verwaltungssitz des Jihomoravský kraj (Südmährische Region).

### Stadtgliederung

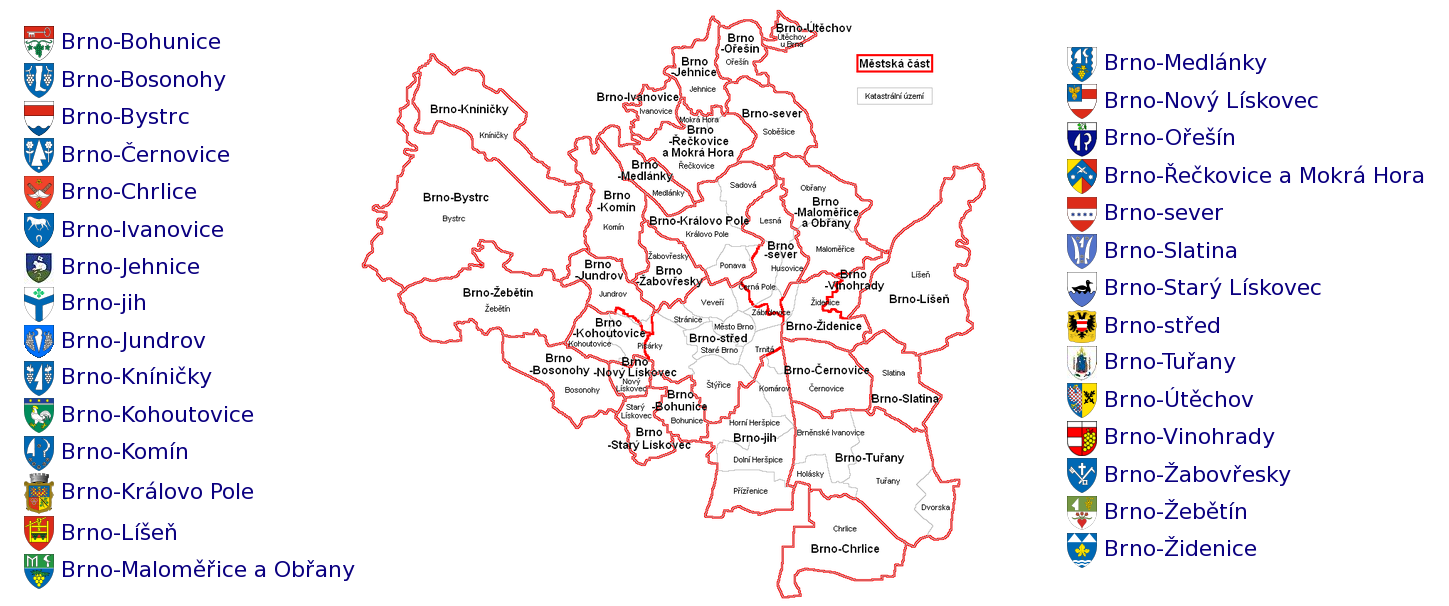
Stadtgliederung von Brünn

Die Stadt Brünn gliedert sich in 29 Stadtbezirke, zu denen 58 Ortsteile gehören:
1. Bohunice (Bohonitz)
2. Bosonohy (Parfuß)
3. Bystrc (Bisterz)
4. Černovice (Tschernowitz)
5. Chrlice (Chirlitz)
6. Ivanovice (Eiwanowitz)
7. Jehnice (Jechnitz)
8. Brno-jih (Brünn-Süd), bestehend aus Dolní Heršpice (Unter Gerspitz), Horní Heršpice (Ober Gerspitz), Přízřenice (Priesenitz), Komárov (Kumrowitz) und Trnitá (anteilig)
9. Jundrov (Jundorf), bestehend aus Jundrov (anteilig) und Pisárky (anteilig, Schreibwald)
10. Kníničky (Klein Kinitz)
11. Kohoutovice, bestehend aus Kohoutovice (Kohoutowitz), Pisárky (anteilig, Schreibwald) und Jundrov (anteilig)
12. Komín (Komein)
13. Královo Pole, bestehend aus Černá Pole (anteilig, Schwarzfeld), Královo Pole (Königsfeld), Ponava und Sadová
14. Líšeň (Lösch)
15. Maloměřice a Obřany, bestehend aus Maloměřice (anteilig, Malmeritz) und Obřany (Oberseß)
16. Medlánky (Medlan)
17. Nový Lískovec (Neu Leskau)
18. Ořešín (Orscheschin)
19. Řečkovice a Mokrá Hora, bestehend aus Řečkovice (Retschkowitz) und Mokrá Hora (Mokrahora)
20. Brno-sever (Brünn-Nord), bestehend aus Černá Pole (anteilig, Schwarzfeld), Husovice (Hussowitz), Lesná, Soběšice (Obeschitz) und Zábrdovice (anteilig, Obrowitz)
21. Slatina (Latein)
22. Starý Lískovec (Alt Leskau)
23. Brno-střed (Brünn-Mitte), bestehend aus
  1. Brno-město (Brünn-Stadt) mit der Altstadt,
  2. Pisárky (anteilig),
  3. Staré Brno (Altbrünn) westlich der Altstadt,
  4. Stránice,
  5. Štýřice,
  6. Veveří (Eichhorn),
  7. Trnitá (anteilig)
24. Tuřany, bestehend aus Brněnské Ivanovice (Nennowitz), Dvorska (Maxdorf), Holásky (Holasek) und Tuřany (Turas)
25. Útěchov (Autiechau, älter auch Dreihöfen[25])
26. Vinohrady (Weinberge), bestehend aus Židenice (anteilig, Schimitz) und Maloměřice (anteilig, Malmeritz)
27. Žabovřesky (Sebrowitz)
28. Žebětín (Schebetein)
29. Židenice, bestehend aus Zábrdovice (Obrowitz) und Židenice (anteilig, Schimitz)

### Bürgermeister

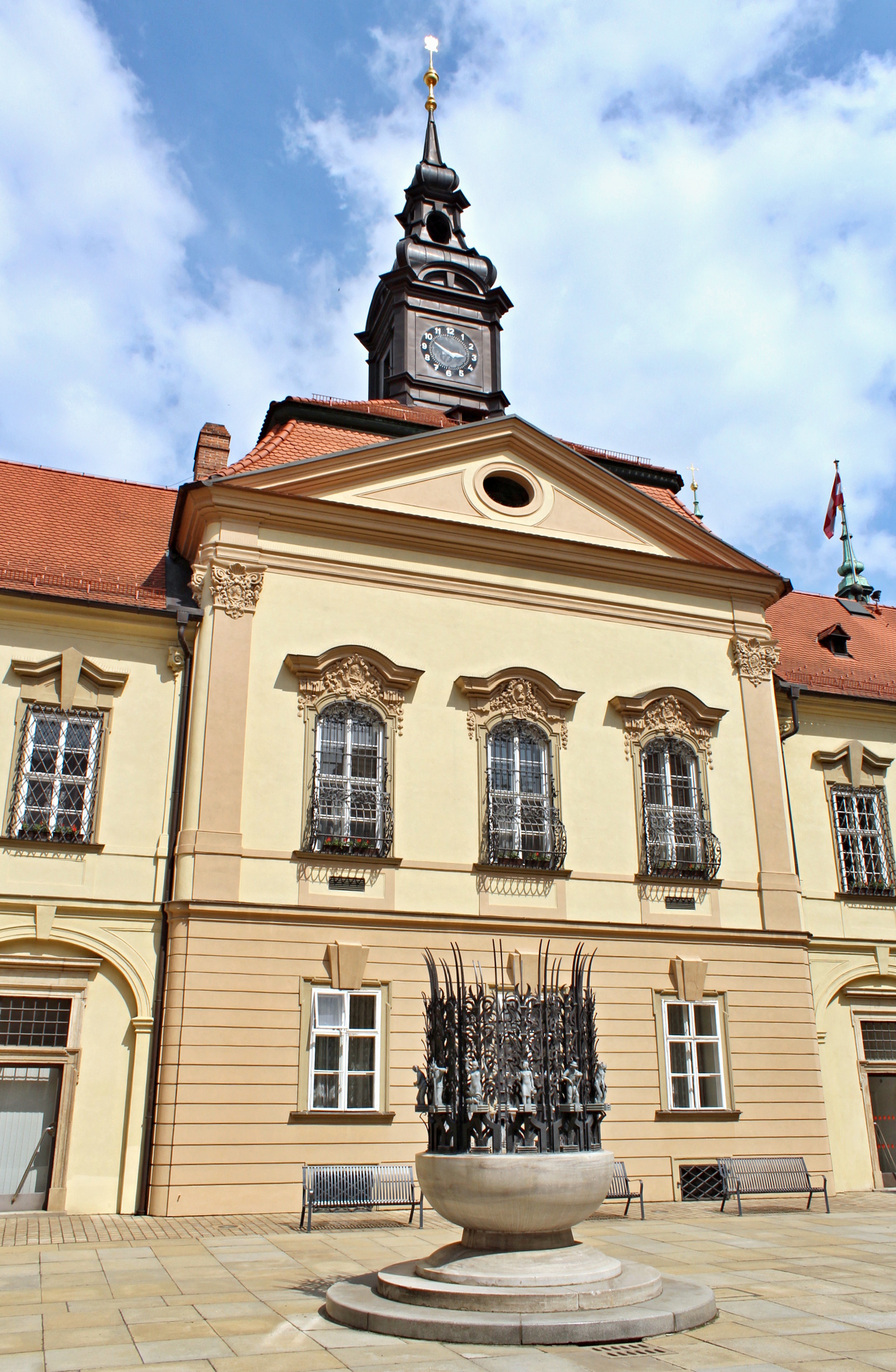
Neues Rathaus

Die gewählte Stadtvertretung (Zastupitelstvo města Brna) hat 55 Mitglieder. Sie wählen aus ihren Reihen die Stadtregierung (rada) sowie den Oberbürgermeister (primátor).
- 1784–1804 Franz Rauscher
- 1804–1821 Johann Czikann
- 1828–1847 Johann Ritschel
- 1851–1855 Anton von Haberler
- 1855–1861 Rudolf von Ott
- 1861–1864 Christian d’Elvert
- 1864–1866 Alfred Skene
- 1866–1867 Karl Giskra
- 1868–1870 Rudolf von Ott
- 1870–1876 Christian d’Elvert
- 1876–1880 Karl van der Strass
- 1880–1894 Gustav Winterholler
- 1894–1916 August Wieser
- 1916–1918 Ferdinand Schnitzler
- 1918–1920 Petr Kerndlmayer
- 1920–0000 Karel Vaněk
- 1920–1925 Bedřich Macků
- 1925–1935 Karel Tomeš
- 1935–1939 Rudolf Spazier
- 1942–1945 Oskar Judex
- 1945–1946 Vladimír Matula
- 1946–1948 Josef Podsedník
- 1948–1949 Vladimír Matula
- 1949–1952 Bohumil Ubr
- 1952–1954 Vladimír Matula
- 1954–1963 Josef Kalášek
- 1963–1971 Oldřich Vaverka
- 1971–1976 Vladimír Štroner
- 1976–1980 František Chabičovský
- 1980–1983 Rudolf Suchánek
- 1983–1989 Alois Skoupý
- 1989–1990 Josef Pernica
- 1990–0000 Jiří Trmač
- 1990 Pavel Podsedník
- 1990–1992 Václav Mencl
- 1992–1994 Jiří Horák
- 1994–1998 Dagmar Lastovecká
- 1998–2004 Petr Duchoň
- 2004–2006 Richard Svoboda
- 2006–2014 Roman Onderka
- 2014–2018 Petr Vokřál
- 2018–0000 Markéta Vaňková

### Städtepartnerschaften
Brünn unterhält Städtepartnerschaften mit folgenden Städten:
| Stadt      | Land                    | seit |
| ---------- | ----------------------- | ---- |
| Bratislava | Slowakei                | 2011 |
| Charkiw    | Ukraine                 | 2008 |
| Daejeon    | Südkorea                | 2016 |
| Dallas     | Vereinigte Staaten      | 1991 |
| Debrecen   | Ungarn                  | 2017 |
| Kaunas     | Litauen                 | 1994 |
| Leeds      | Vereinigtes Königreich  | 2003 |
| Leipzig    | Deutschland             | 1973 |
| Moskau     | Russland                |      |
| Posen      | Polen                   | 1966 |
| Rennes     | Frankreich              | 1965 |
| St. Pölten | Österreich              | 1991 |
| Stuttgart  | Deutschland             | 1989 |
| Taoyuan    | Republik China (Taiwan) | 2023 |
| Utrecht    | Niederlande             |      |
| Wien       | Österreich              | 1998 |
| Woronesch  | Russland                | 1968 |

Die Stadt Schwäbisch Gmünd hat 1953 die Patenschaft für alle vertriebenen Deutschen aus der Stadt Brünn übernommen.

## Religion
Die Mehrheit der Bevölkerung ist römisch-katholischen Glaubens oder konfessionsfrei. Die meisten Kirchenbauten in der Stadt sind katholisch. In der Zwischenkriegszeit wurden einige moderne Kirchen für die Tschechoslowakische Hussitische Kirche oder die Evangelische Kirche der Böhmischen Brüder gebaut.
Brünn ist Sitz des Brünner Bistums, in der Stadt wirken mehrere katholische Orden. Die Kirche führt auch ein Bischöfliches Gymnasium (Biskupské gymnázium). Im Altbrünner Kloster befindet sich das Gnadenbild Mutter Gottes „Schützerin Mährens“, auch „Gemma Moraviae“ oder „Perle Mährens“ genannt.

## Kultur und Sehenswürdigkeiten
Das historische Stadtzentrum wurde 1989 zum städtischen Denkmalreservat erklärt.

### Theater und Museen
- Reduta-Theater

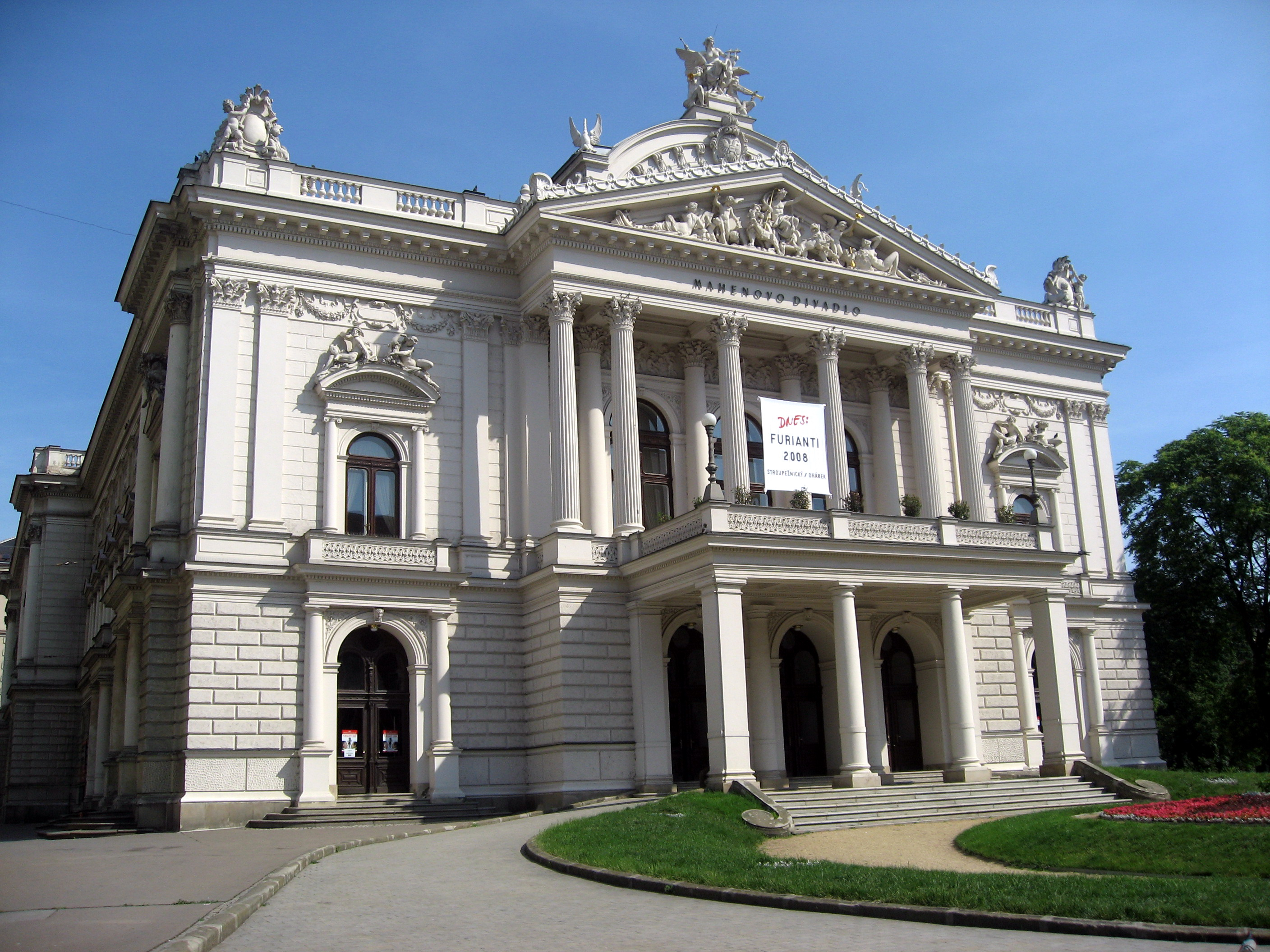
Mahen-Theater

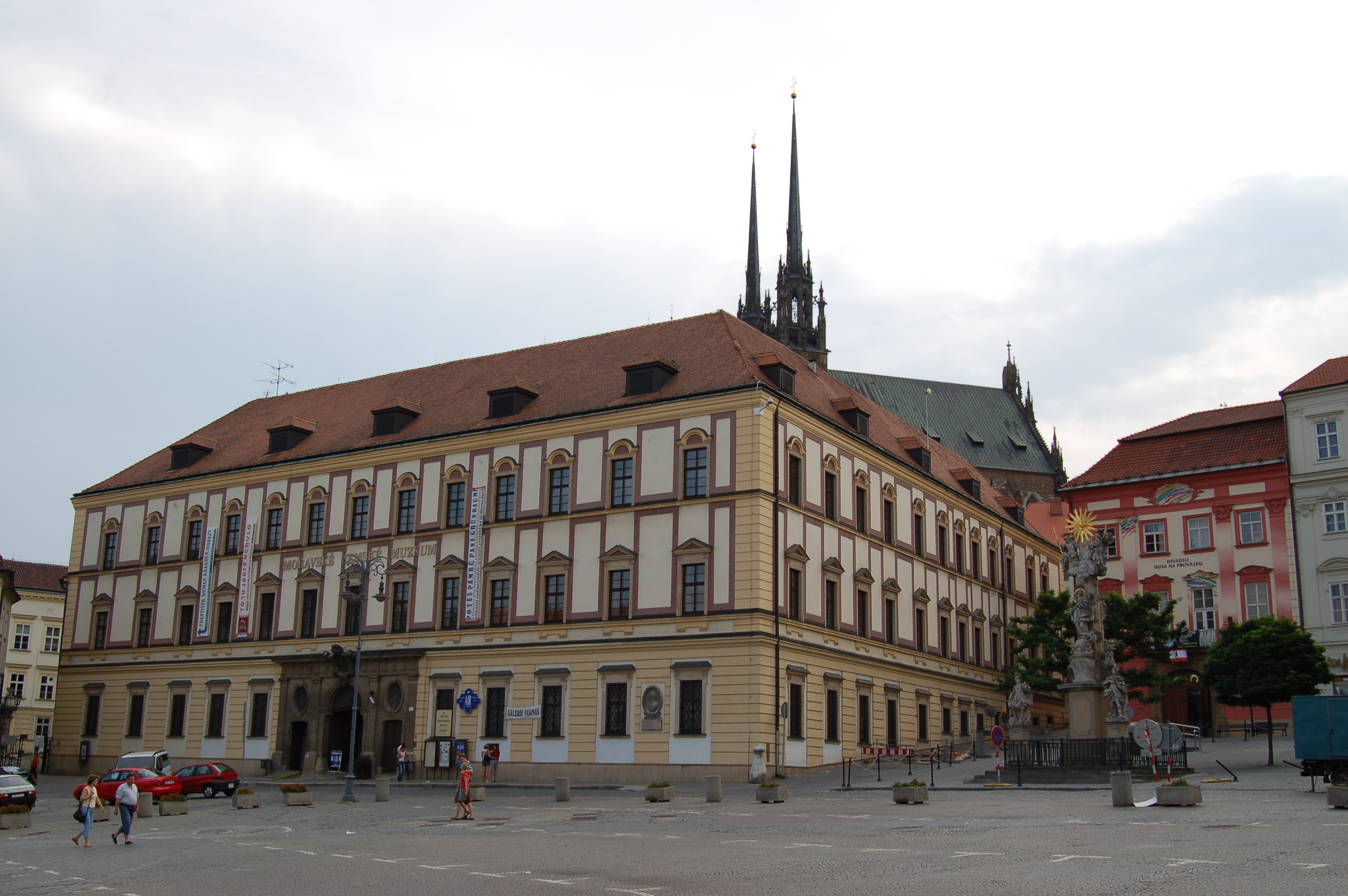
Das Mährische Landesmuseum

- Nationaltheater Brünn: das seit 1965 nach Jiří Mahen benannte Mahen-Theater (das ehemalige deutsche Theater)
- Nationaltheater Brünn: das nach Leoš Janáček benannte, 1965 eröffnete Janáček-Theater
- Brünner Stadttheater (Městské divadlo Brno)
- Theater an der Veveří-Straße
- Theater Husa na provázku, Experimentaltheater
- Hadivadlo

Das zweitgrößte nationale Museum, das Mährische Landesmuseum, besteht seit 1817 in Brünn. Die zweitgrößte nationale Bibliothek, die Mährische Landesbibliothek, existiert seit 1958. 2023 eröffnete die Milan-Kundera-Bibliothek.
Das Museum der Roma-Kultur wurde 1991 als erstes seiner Art weltweit in Brünn eröffnet; das Technische Museum im Stadtteil Královo Pole wurde 1997 wiedereröffnet.
Das Dům umění (Haus der Kunst) wurde zwischen 1908 und 1911 als Kaiser-Franz-Josephs-Jubiläums-Künstlerhaus errichtet.

### Regelmäßige kulturelle Veranstaltungen
- Internationale Biennale für Grafikdesign (seit 1963)

### Musik
Die Philharmonie Brünn hat ihren Konzertsaal im Besední dům.

### Bauwerke
Wegen zahlreicher Bauten des mährischen Funktionalismus bezeichnete Bettina Hartz Brünn als „Tel Aviv des Nordens“.

#### Sakralbauten

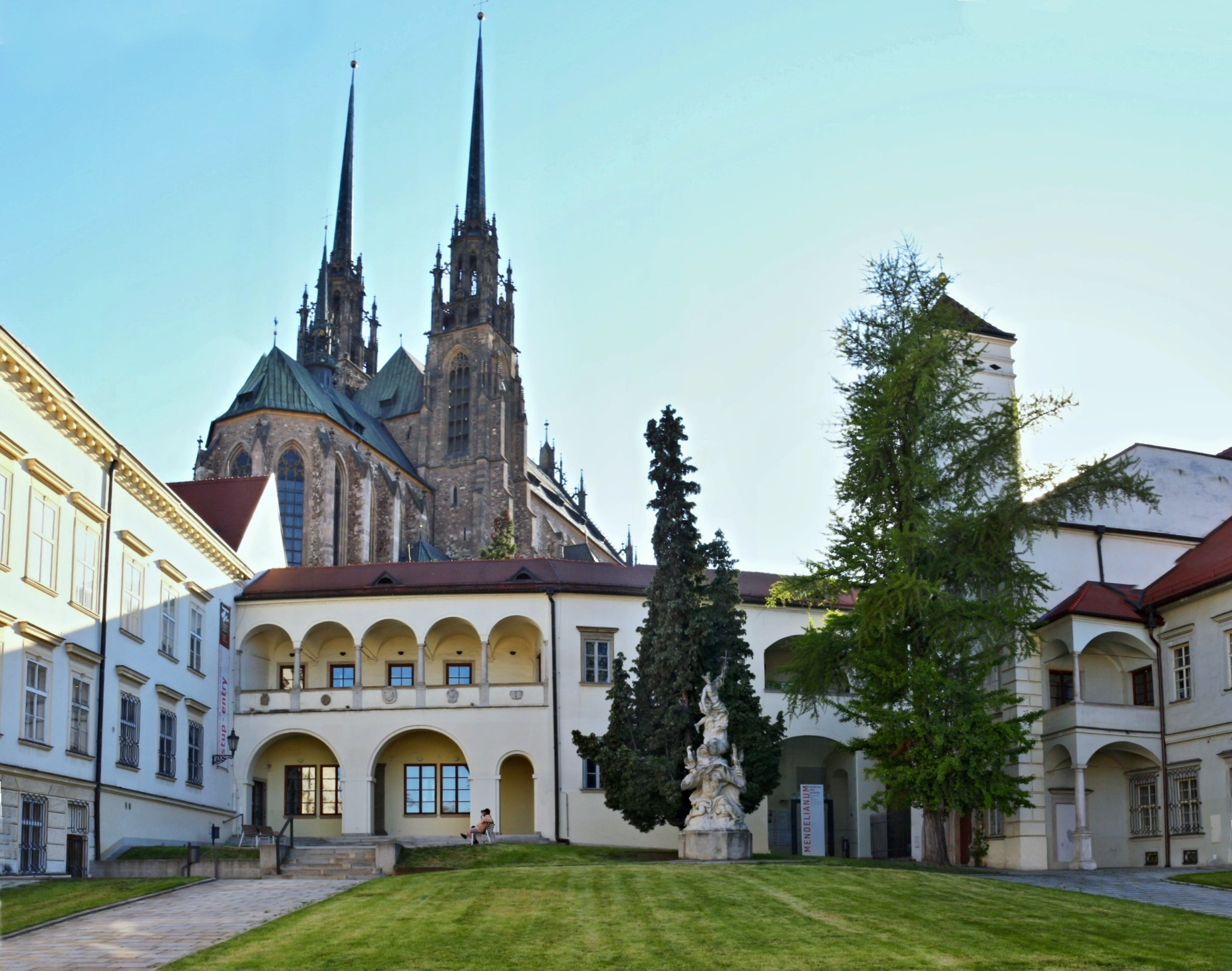
Bischofshof und Kathedrale St. Peter und Paul

- Abtei St. Thomas in Alt Brünn mit Basilika Mariä Himmelfahrt
- Hügel Petrov mit St.-Peter-und-Paul-Kathedrale
- Bischofshof
- St.-Thomas-Kirche
- St.-Jakobs-Kirche mit Beinhaus
- St.-Michael-Kirche, alte Dominikanenkirche
- Minoritenkloster und die Kirche St. Johannen mit Lorettokapelle und Heiligen Treppen
- St.-Josefs-Kirche, heutzutage von der griechisch-katholischen Pfarrgemeinde genutzt
- Rote Kirche, ursprünglich evangelische Christuskirche
- Kloster der Kreuzerhöhung und Gruft des Kapuzinerordens
- Maria-Himmelfahrt-Kirche in der Stadtteil Zábrdovice, ehem. Prämonstratenser-Kirche
- Hl. Augustin-Kirche, Bauhauskirche im Masarykviertel
- Synagoge Agudas Achim
- Jüdischer Friedhof

#### Profanbauten
- Villa Tugendhat, UNESCO-Welterbe
- Festung Špilberk
- Altes Rathaus (Stará radnice)

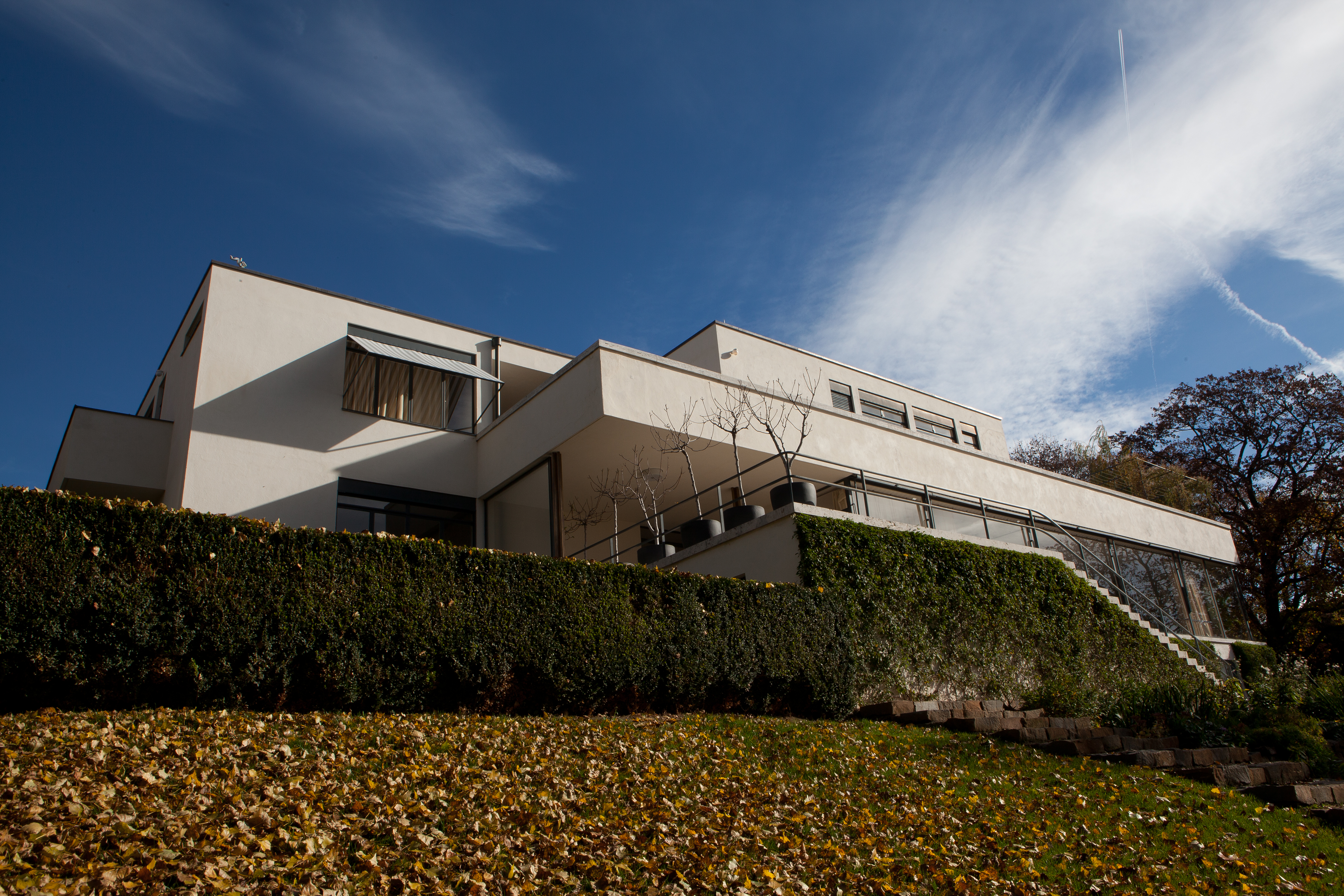
Villa Tugendhat

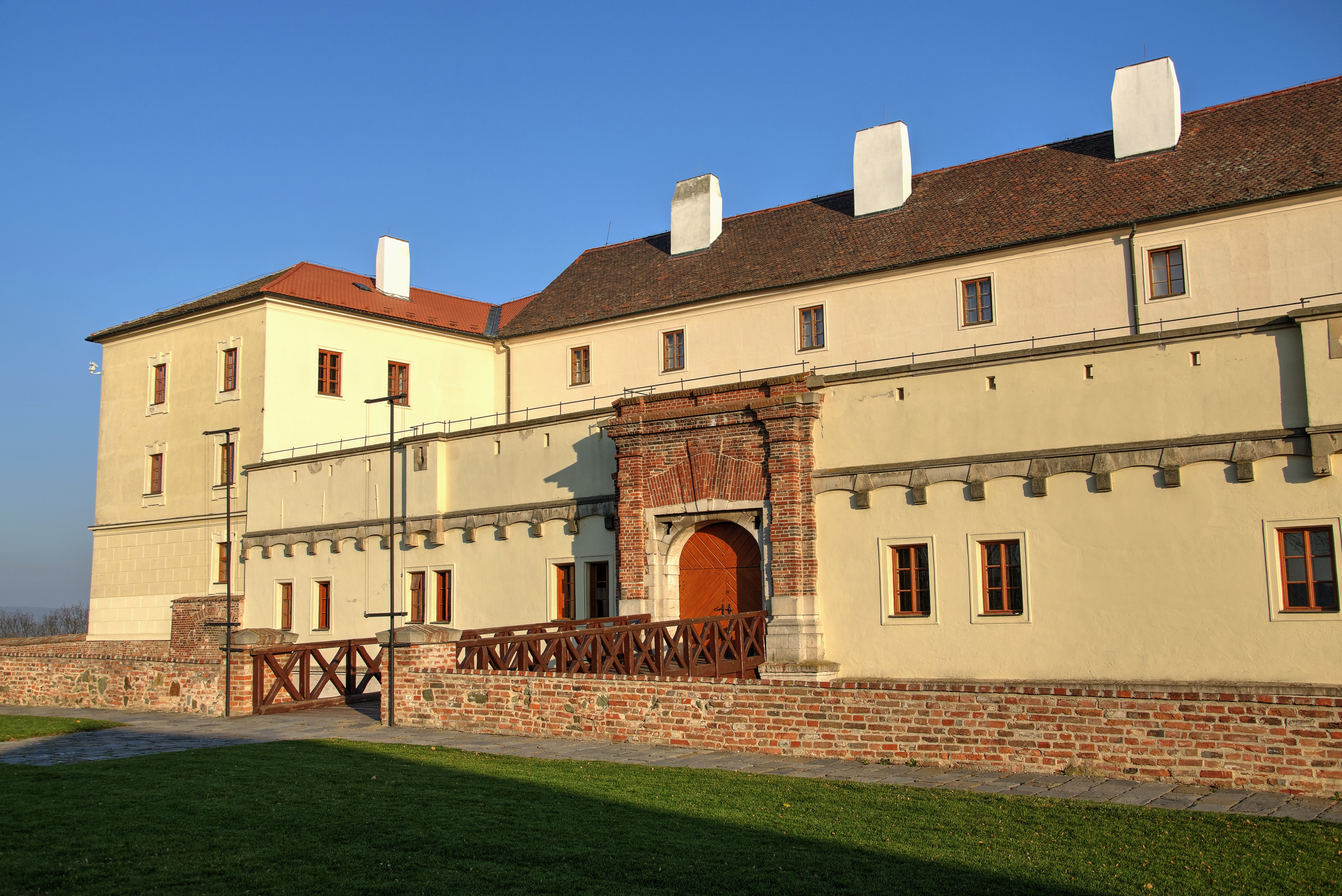
Festung Spielberg

- Neues Rathaus (früher Ständehaus/Mährischer Landtag)
- Palais Dietrichstein, Hauptgebäude des Mährischen Landesmuseums
- Parnasbrunnen am Krautmarkt (Zelný Trh)
- ehemaliger Merkurbrunnen im Bischofshof
- Burg Veveří, am nordwestlichen Stadtrand
- Brünner Talsperre
- Messegelände Brünn
- ehemalige Werkbundsiedlung in Žabovřesky
- Zderad-Säule, gotische Säule auf der Kröna-Straße (Křenová ulice) nahe der Svitava zum Gedenken an den Tod Zderads von Schwabenitz († 1091)
- Labyrinth unter dem Krautmarkt
- Brünner Uhr auf dem Freiheitsplatz (náměstí Svobody)
- Villa Löw-Beer (eine Jugendstil-Villa)
- Villa Stiassny (Regierungsvilla)
- Villa Jurkovič

### Grünflächen und Naherholung
- Der Špilberkpark befindet sich um die gleichnamige Burg herum.
- Der Denispark (Denisovy Sady) befindet sich unter dem Petersberg (Petrov).
- Das Glacis, tsch. Koliště, ist Teil der Brünner Ringstrasse
- Der Augarten, tsch. Lužánky, ist die älteste öffentliche Parkanlage in der Stadt
- Der Zoo Brünn am Berg Mniší hora im Stadtteil Bystrc besteht seit 1953
- Botanischer Garten der Mendeluniversität
- Tyršův sad, ehem. Stadtfriedhof
- Wilsonwald im Stadtteil Žabovřesky

## Sport

### Motorsport
Brünn hat eine lange Motorsporttradition. Bereits Anfang des 20. Jahrhunderts gab es erste Rennveranstaltungen. Im Jahr 1930 wurde der ursprünglich knapp 30 km lange Masaryk-Ring am westlichen Stadtrand eröffnet. Auf dieser Strecke fand in den 1930er-Jahren sowie 1949 der Große Preis der Tschechoslowakei für Automobile statt. Besonders in der zweiten Hälfte der 1930er war das Rennen von hoher internationaler Bedeutung. So trugen sich z. B. Hans Stuck und Bernd Rosemeyer für Auto Union und Rudolf Caracciola für Mercedes-Benz in die Siegerlisten ein.
Ab 1950 wurde in Brünn der Große Preis der Tschechoslowakei für Motorräder ausgetragen. Nach anfangs eher regionaler Bedeutung wurde der Grand Prix ab 1973 fester Bestandteil der Motorrad-Weltmeisterschaft und lockte die besten Fahrer der Welt an. 1975 wurde der Masaryk-Ring zum wiederholten Male verkürzt und dadurch die Sicherheit der Fahrer durch die Vermeidung der bis dahin zur Strecke gehörenden gefährlichen Ortsdurchfahrten erheblich gesteigert. Dennoch führte die Verschärfung der Sicherheitsbestimmungen der FIM dazu, dass der Grand Prix in Brünn seinen WM-Status verlor und ab 1983 nur noch Lauf zur Europameisterschaft war.
Die Zeit des Masaryk-Rings endete mit der Eröffnung der neu errichteten, permanenten Rennstrecke Automotodrom Brno im Jahr 1987. Das neue, knapp 5,5 km lange Automotodrom liegt etwa 10 km von den Boxenanlagen des alten Rings entfernt und befindet sich innerhalb des alten Straßenkurses. Mit der Eröffnung der neuen Rennstrecke wurde der Große Preis der Tschechoslowakei (bzw. nach der Samtenen Revolution der Große Preis von Tschechien) ab 1987 wieder fester Bestandteil des Motorrad-WM-Kalenders. Außerdem finden bzw. fanden in Brünn u. a. regelmäßig Läufe zur Supersport- und Superbike-Weltmeisterschaft, zur Tourenwagen-Weltmeisterschaft, zur DTM und zu zahlreichen weiteren internationalen Motorrad- und Automobilrennserien statt.

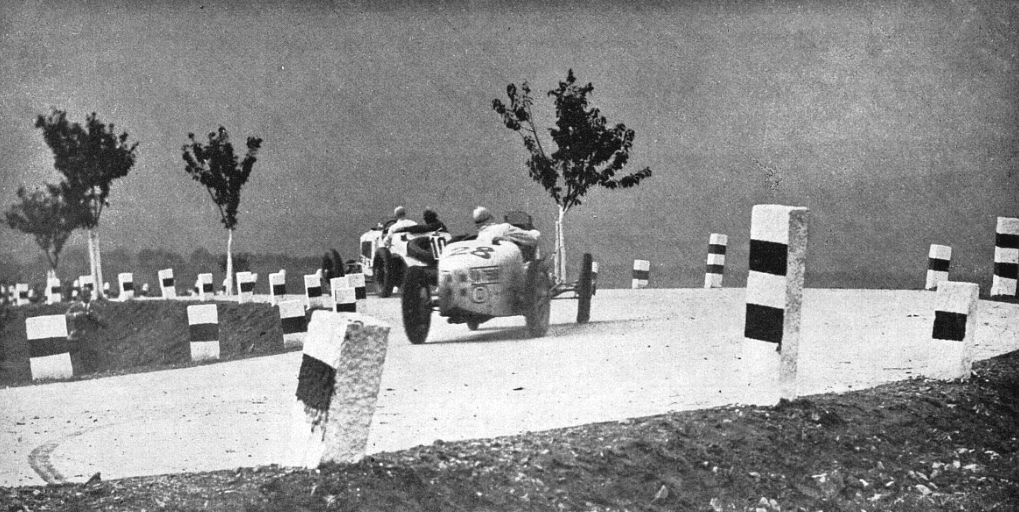
Rennszene aus dem Jahr 1930: Heinrich-Joachim von Morgen auf Bugatti T35B verfolgt Rudolf Caracciola (Mercedes-Benz SSK)
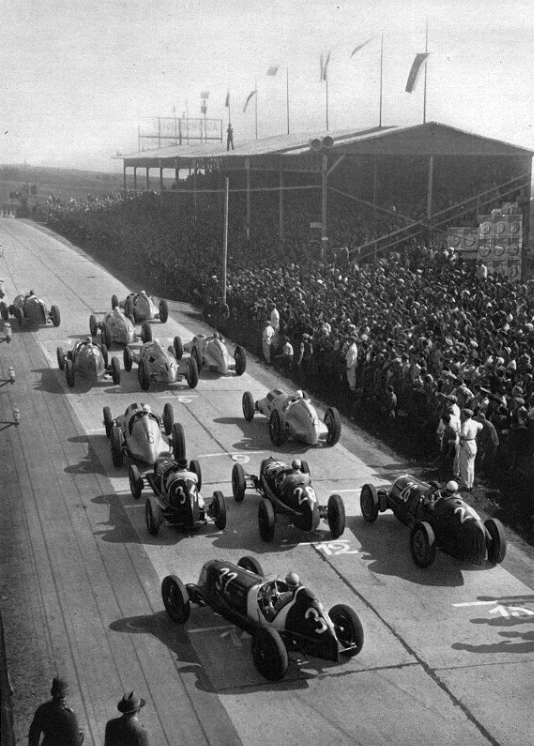
Start zum Großen Preis der Tschechoslowakei für Automobile 1937
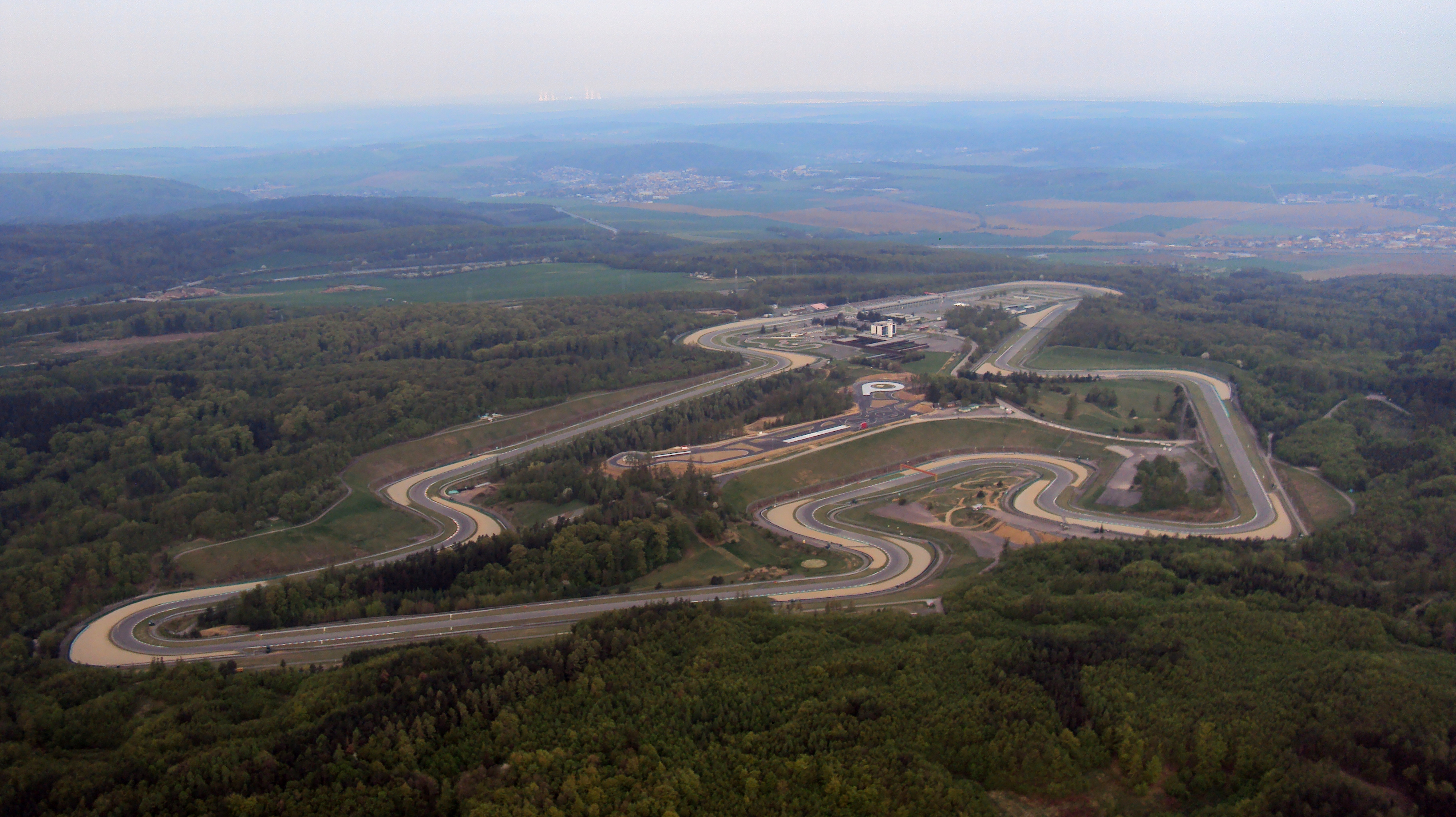
Luftaufnahme des Automotodrom Brno

### Weitere Sportarten
Brünn verfügt u. a. über eine Radrennbahn, auf der 1981 die Bahn-Radweltmeisterschaften ausgetragen wurden. Die Bahn wurde 1974 eröffnet, ist offen und verfügt über eine 400 m lange Betonpiste.
Traditionell sind in Brünn auch bedeutende große Fußball- und Eishockeyvereine beheimatet: Zurzeit sind es der Fußballverein FC Zbrojovka Brünn und der Eishockeyverein HC Kometa Brno.

## Regelmäßige Veranstaltungen
- Automotodrom Brno – Großer Preis von Tschechien für Motorräder
- Ignis Brunensis – internationaler Wettbewerb der Pyrotechnik und Feuershow
- Mährischer Herbst (Moravský podzim), Festival klassischer Musik[34]
- internationales Festival Theaterwelt (Divadelní svět)
- Mezipatra, Queer Film Festival

## Wirtschaft und Infrastruktur

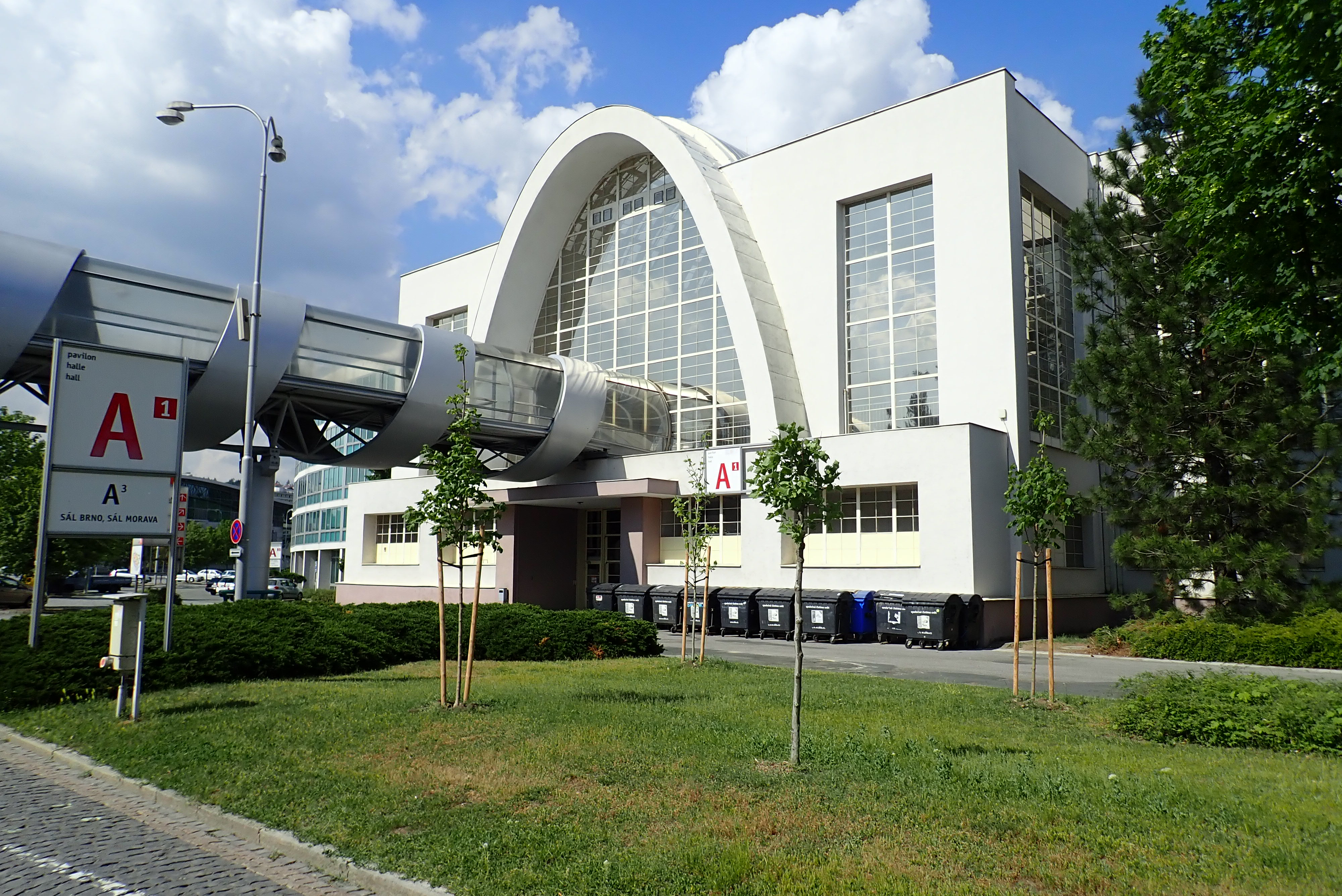
Messegelände Brünn, Pavillon A

Brünn entwickelte sich ab dem 19. Jahrhundert zur starken Industriestadt. Am Anfang war besonders die Textilbranche von großer Bedeutung. Zu den Traditionsunternehmen gehören oder gehörten die Waffen- und Maschinenbaufabrik Československá zbrojovka a.s. Brno (heute: Zbrojovka Brno a.s.), der Traktorenhersteller Zetor oder das Maschinenbauunternehmen Královopolská (1889 gegründet als Lederer-Porgess Königsfelder Maschinenfabrik). Im Sommer 2006 hinzugekommen, durch Übernahme der Zetor-Gießerei, ist die Slévárna Heunisch Brno (Heunisch-Guss).
Heute ist Brünn ein Handelszentrum und bedeutende Messestadt. Es werden etwa 50 Fachmessen jährlich veranstaltet. Zahlreiche Forschungseinrichtungen und Hochschulen erheben die Stadt zu einem wichtigen Forschungszentrum. In Brünn steht der höchste Wolkenkratzer Tschechiens, der 2013 errichtete AZ Tower.
Die Arbeitslosigkeit betrug im Juni 2019 3,8 %.

### Bildung

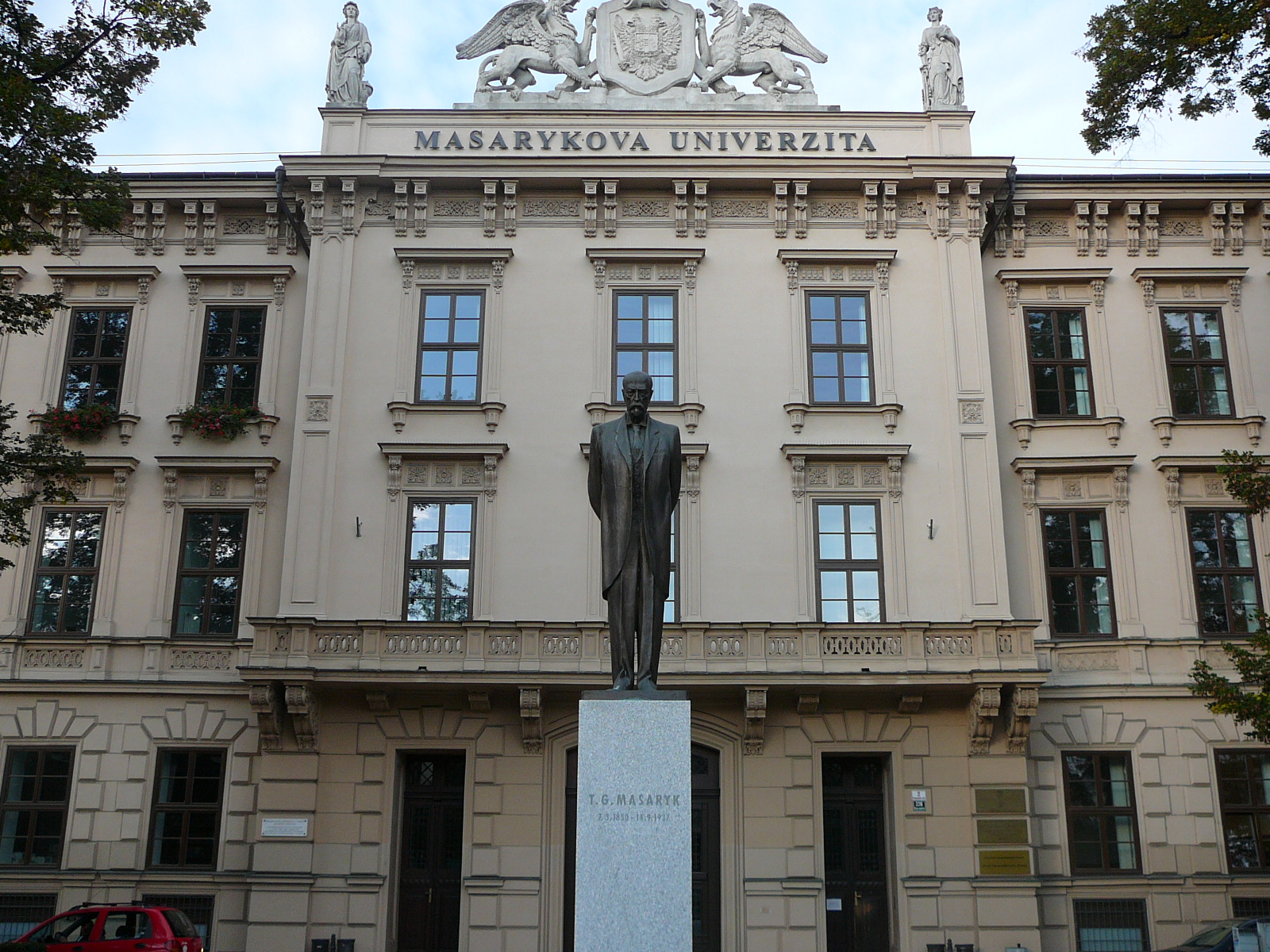
Die Masaryk-Universität

Brünn ist eine der wichtigsten tschechischen Universitätsstädte, es befinden sich sechs Universitätseinrichtungen hier. Die größte ist die Masaryk-Universität (gegr. 1919) mit etwa 32.000 Studenten, es folgt die Technische Universität Brünn (gegr. 1899) mit über 18.000 Studenten, weiter die Mendel-Universität Brünn, die Veterinärmedizinische und Pharmazeutische Universität Brünn, die Janáček-Akademie für Musik und Darstellende Kunst Brünn (JAMU) und die militärische Universität für Verteidigung.

### Verkehr

#### Öffentlicher Personennahverkehr

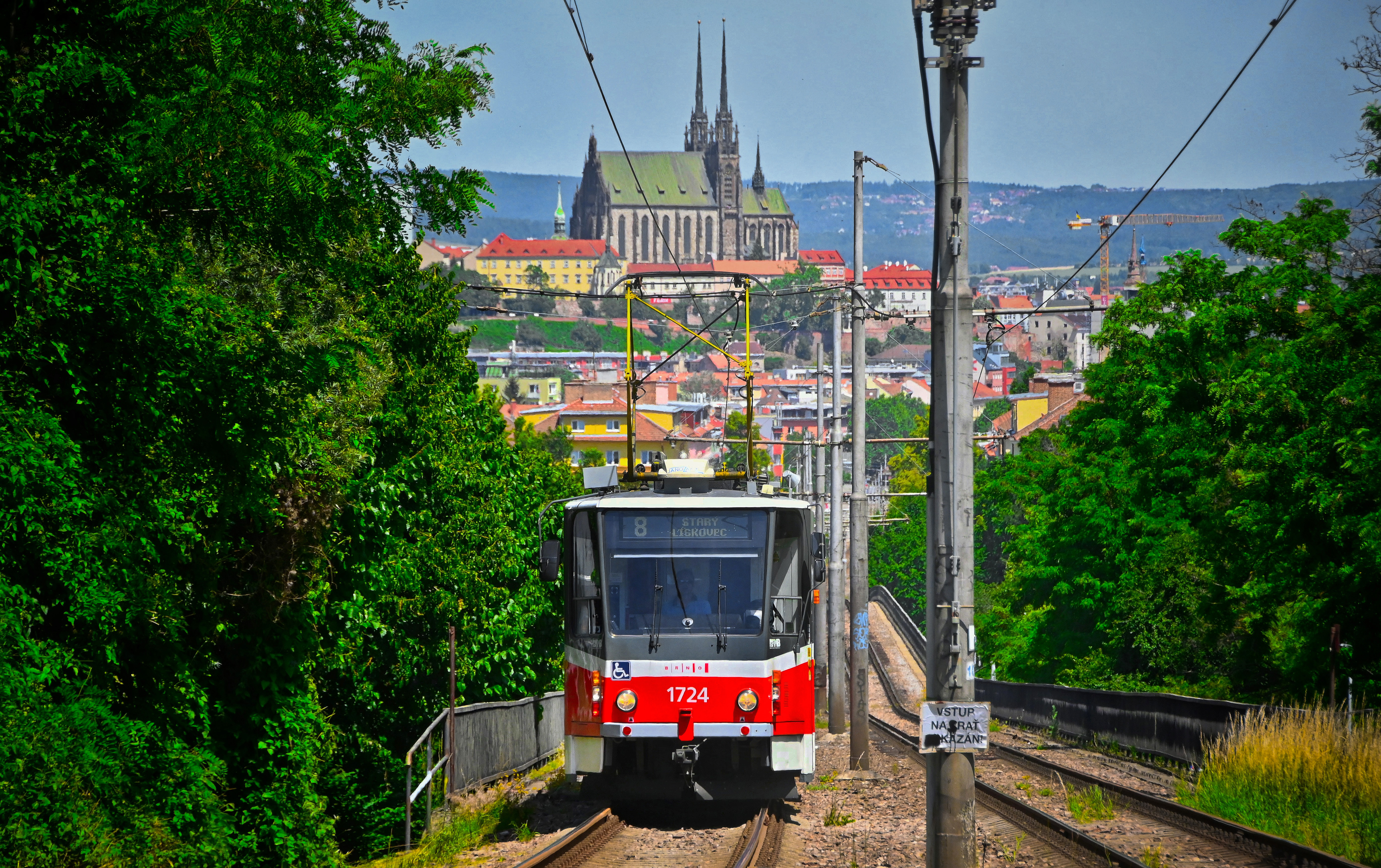
Brünner Straßenbahn

Der moderne flächendeckende öffentliche Nahverkehr der Stadt besteht aus 11 Straßenbahnlinien, 13 Oberleitungsbuslinien, 35 Omnibuslinien, 11 Nachtbuslinien und einer Schiffslinie auf dem Stausee. Das Stadtumland ist im Verkehrsverbund Integrovaný dopravní systém Jihomoravského kraje (IDS) zusammengeschlossen. Als Brünner Besonderheit ist die stadtspezifische umgangssprachliche Bezeichnung Šalina (sprich Schallina) für Straßenbahn nennenswert.
Personen ab 70 Jahren haben freie Fahrt im ÖPNV.

#### Eisenbahn

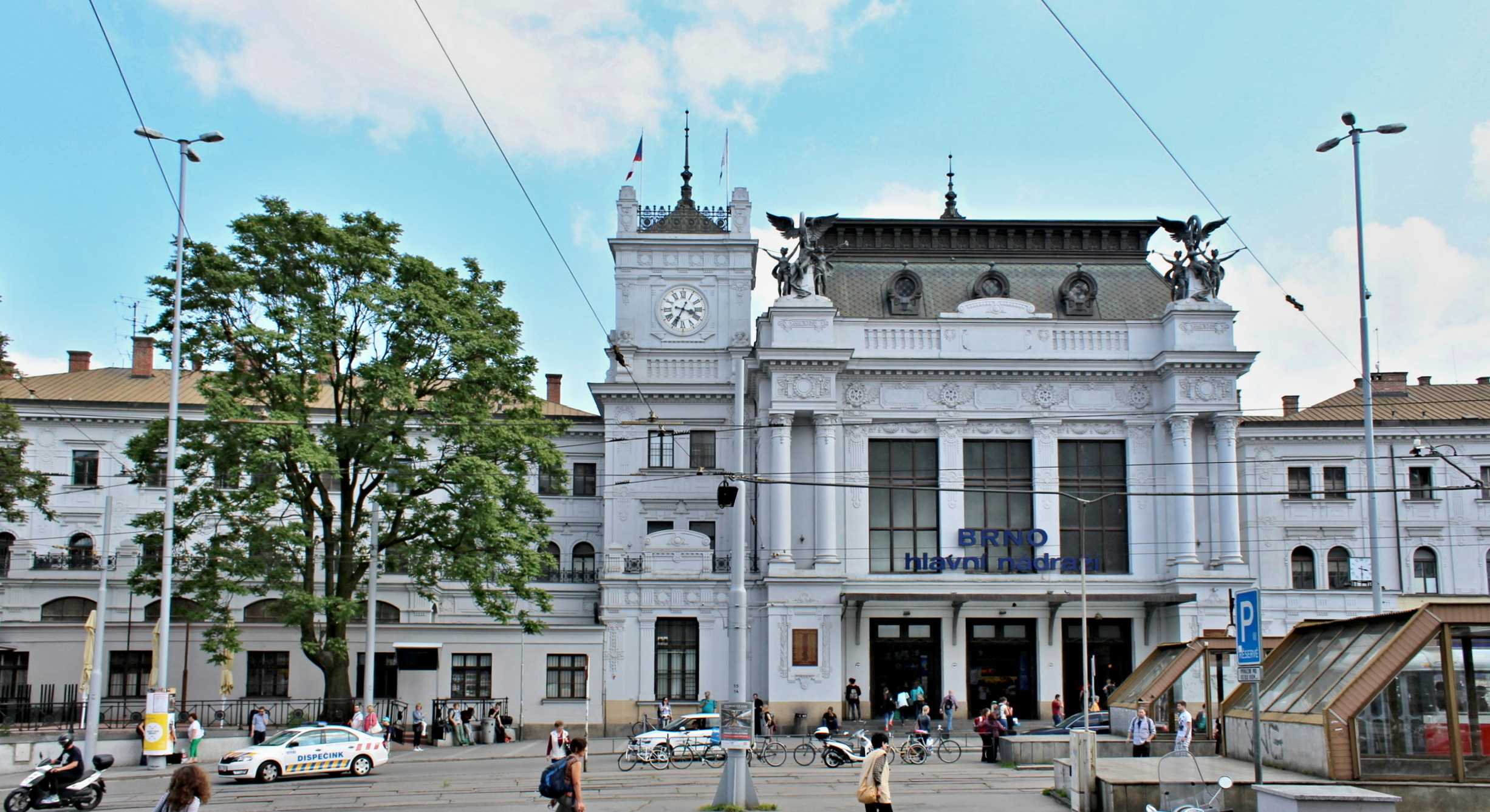
Brünn Hauptbahnhof

Brünn ist ein wichtiger Eisenbahnknoten. 1839 wurde die Stadt an die Österreichische Nordbahn angeschlossen. Heute liegt die Stadt an einer europäischen Eisenbahnmagistrale. Es verkehren direkte Eurocity-Züge Budapest/Wien–Prag–Berlin–Hamburg. Auf der Strecke Prag–Brünn beträgt die zulässige Höchstgeschwindigkeit für Züge 160 km/h, diese kann aber nur von Eurocity-Zügen erreicht werden. Die Strecke ist Teil des sogenannten „Ersten Eisenbahn-Korridors“, eines seit Mitte der 1990er-Jahre geplanten Modernisierungsprogramms.
Seit einiger Zeit wird der Neubau eines Bahnhofs anstatt des bisherigen verkehrstechnisch veralteten Hauptbahnhofs geplant, dessen Gebäude wie auch das benachbarte Postgebäude denkmalgeschützt sind. Der Neubau ist etwa 800 Meter südlich vom bisherigen Bahnhof vorgesehen.

#### Fernstraßen
Die Autobahn D1 führt von Prag über Brünn in Richtung Ostrava. Die Autobahn D2 verbindet die Stadt mit der slowakischen Grenze und führt weiter nach Bratislava. Das 140 km entfernte Wien ist über die Europastraße 461 in etwa zwei Stunden erreichbar.
In Brünn wird seit mehreren Jahren ein System innerstädtischer Autobahnen, der sogenannte Große städtische Ring (Velký městský okruh), errichtet. Dazu gehören vier bereits befahrbare Tunnel. Der mit geschätzten Kosten von rund sieben Milliarden Kronen (rund 280 Mio. €) aufwändigste Královopolský tunel führt auf einer Länge von 831 m unter dem Stadtviertel Královo Pole hindurch. Noch vor der Eröffnung im Sommer 2012 musste der Lärmschutz nach Bürgerprotesten und gerichtlichen Urteilen nachgebessert werden.

#### Flugverkehr
Der internationale Flughafen Brünn (IATA-Flughafencode BRQ, ICAO-Code LKTB) befindet sich im Stadtteil Tuřany etwa zehn Kilometer östlich vom Stadtzentrum. Es werden von hier regelmäßig die Städte London, Mailand und Berlin angeflogen. 2018 wurden 500.000 Passagiere befördert.

## Sonstiges
In den 1950er und 1960er Jahren sang der Wiener Conferencier Heinz Conrads gern das Lied Wie Böhmen noch bei Öst’reich war, / vor fünfzig Jahr, vor fünfzig Jahr / hat sich mein Vater g’holt aus Brünn / a echte Wienerin. Auch der im ganzen deutschsprachigen Raum bekannte Sänger und Entertainer Peter Alexander hatte dieses Lied in seinem Repertoire.
Im Norden Wiens besteht die Brünner Straße.